# Historia Polski (1914–1918)

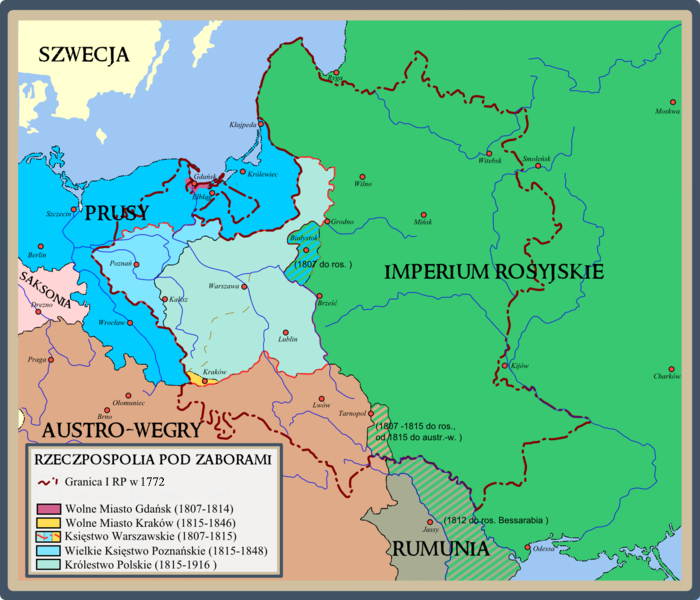
Polska okresu rozbiorów po kongresie wiedeńskim

Symboliczna mapa Europy – Wojna Oswobodzicielka 1914–1915

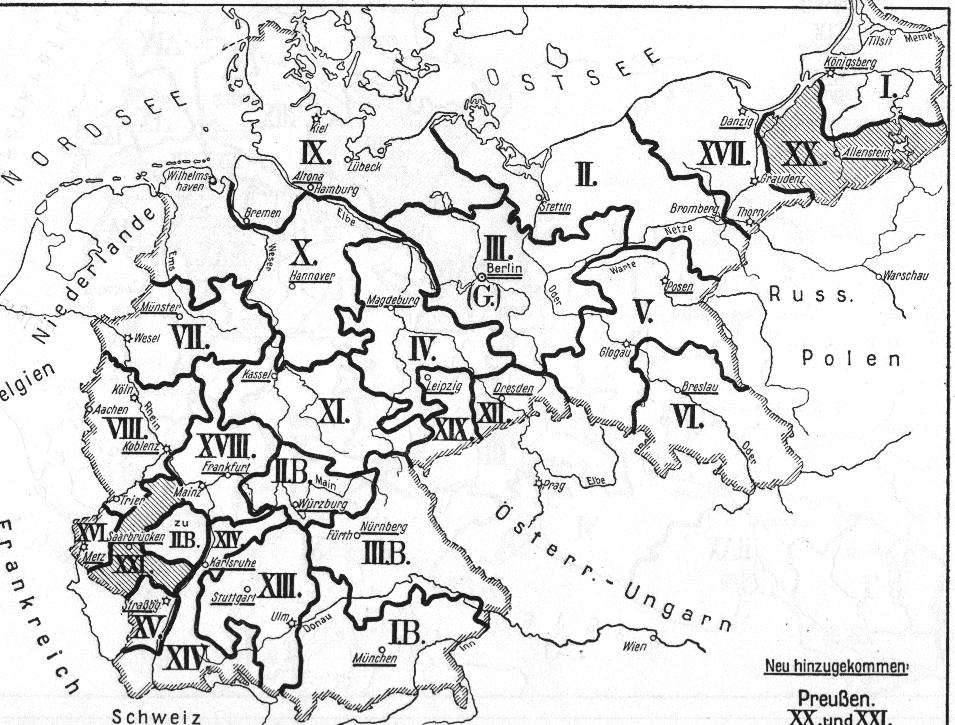
Zasięg terytorialny poszczególnych korpusów armijnych Armii Cesarstwa Niemieckiego w 1914 r.

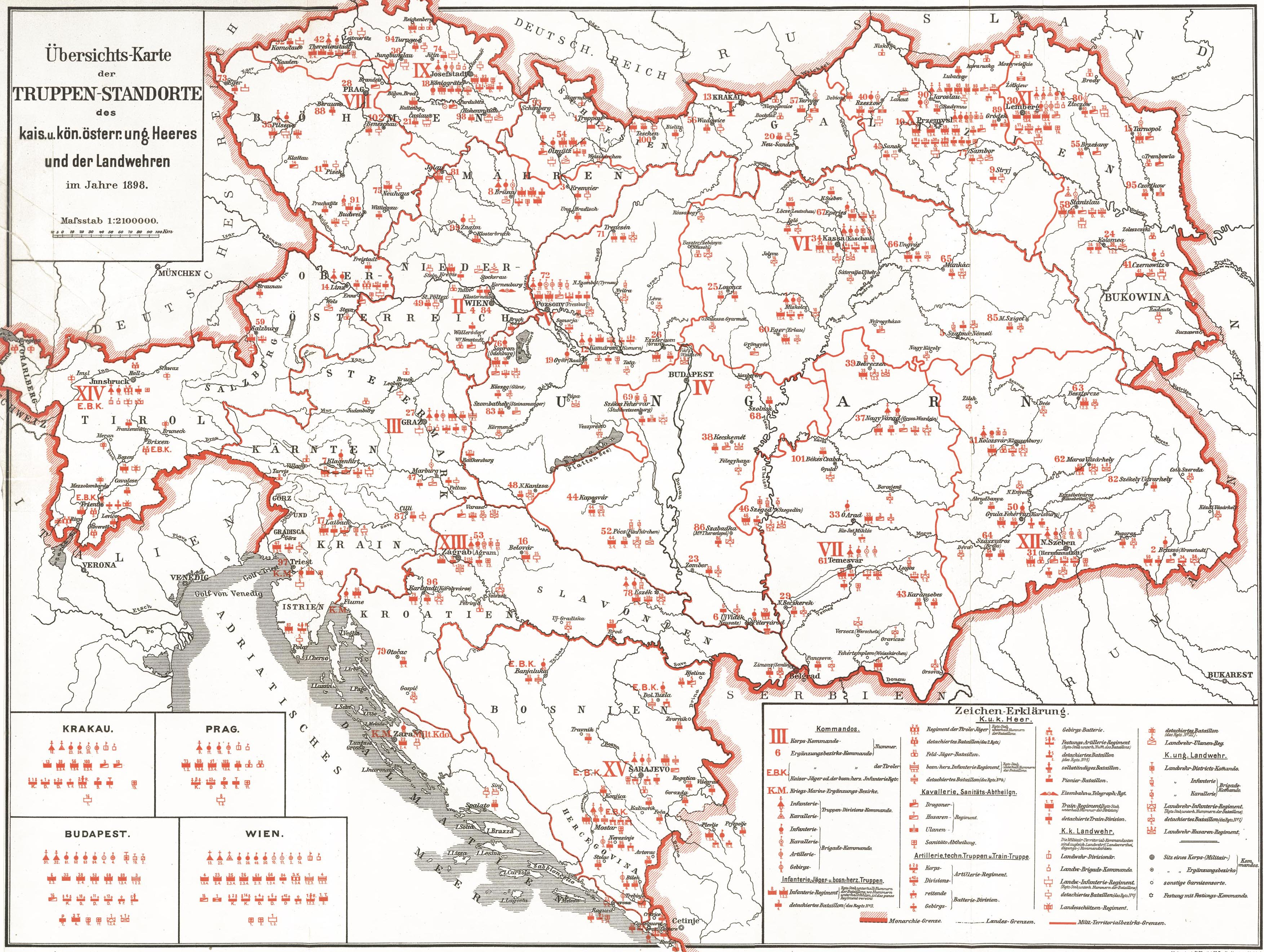
Mapa garnizonów Armii Austro-Węgier w 1898 roku, zwraca uwagę silna koncentracja jednostek w Galicji Wschodniej

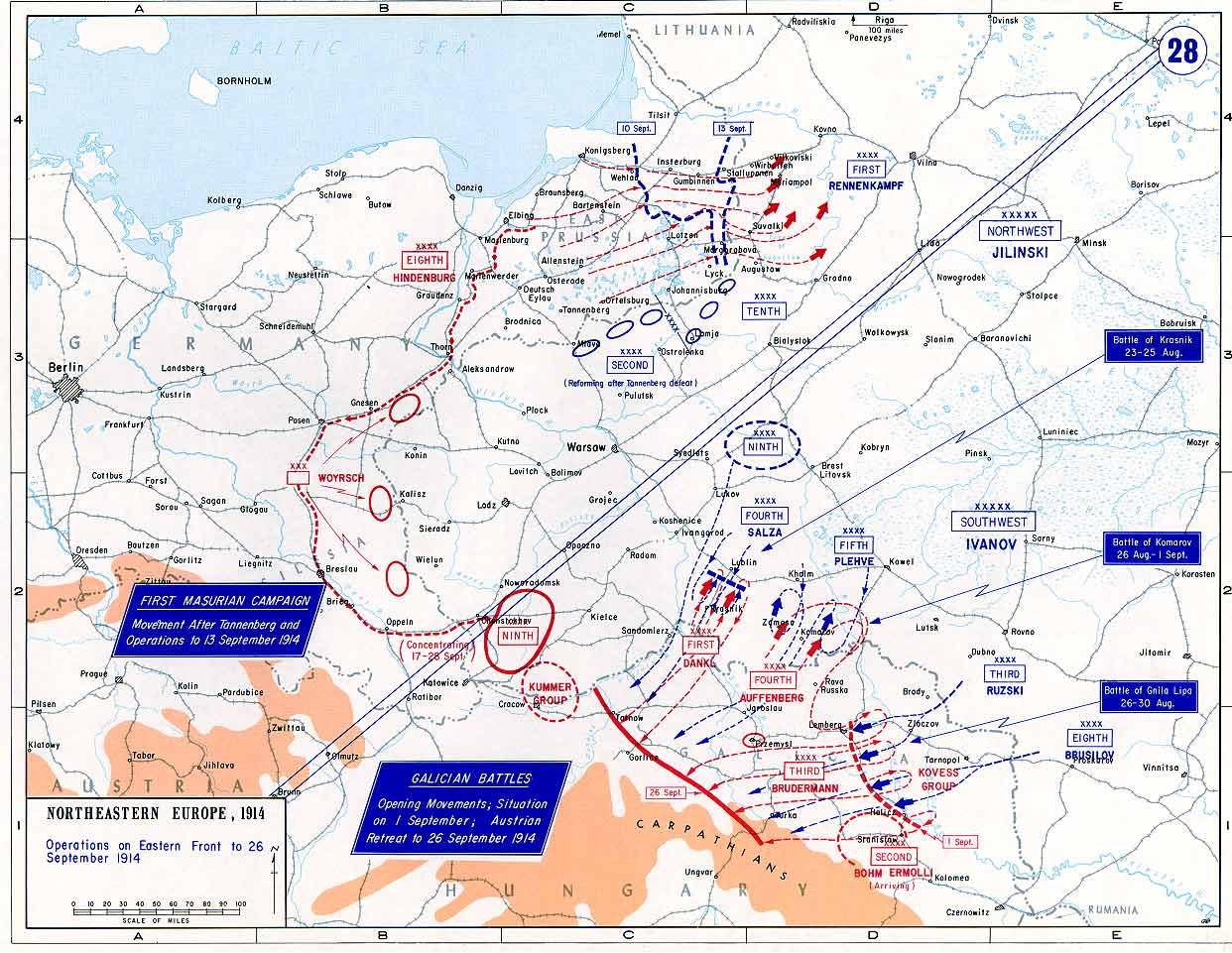
Front wschodni do 28 września 1914 r.

Historia Polski w latach 1914–1918 – okres zabiegów dyplomatycznych i działań militarnych w czasie trwania I wojny światowej, którego zwieńczeniem było odbudowanie niepodległego państwa polskiego w 1918 roku, związane z upadkiem wszystkich trzech mocarstw zaborczych.
Okres ten charakteryzował się fatalnym stanem zaopatrzenia i wyżywienia społeczeństwa, a także znacznymi stratami, zarówno wśród żołnierzy wcielonych do walczących ze sobą armii, jak i ludności cywilnej, która zmuszona do świadczeń na rzecz armii okupujących kraj, ponosiła ogromne ciężary. Na skutek śmierci i deportacji liczba ludności zamieszkującej późniejszą II Rzeczpospolitą zmalała o 14,9%. Niebagatelne też były straty materialne, spowodowane działaniami wojennymi na obszarze 80% ziem polskich. Kolejne armie, przechodzące przez terytoria zaborów, stosowały taktykę spalonej ziemi. Rosjanie, wycofując się na wschód, podpalili szyby naftowe w Galicji i deportowali setki tysięcy ludzi. Natomiast Niemcy nie omieszkali wywozić do Rzeszy całych fabryk, przede wszystkim z terenu Łodzi.
Ocenia się, że w latach 1914–1920 zniszczeniu uległo około 30% majątku narodowego na ziemiach polskich, zaś poziom produkcji przemysłowej w roku 1919 wyniósł w Polsce 30% stanu z roku 1913 w tych samych granicach. Straty materialne szacowano na 73 mld franków francuskich, w tym na 10 mld w przemyśle.
Okres ten zawiera się w ramach: 3 sierpnia 1914 roku (przemówienie Józefa Piłsudskiego do żołnierzy w krakowskiej dzielnicy Oleandry) i 11 listopada 1918 roku (przekazanie Piłsudskiemu władzy wojskowej przez Radę Regencyjną). Na przestrzeni tego okresu – wraz z przesuwaniem się frontów i zmiennymi losami poszczególnych mocarstw zaborczych – kształtowały się zarówno koncepcje polskie, dotyczące sposobów i dróg do odzyskania niepodległości, jak i koncepcje zaborców oraz Europy Zachodniej i Stanów Zjednoczonych, zmierzające do rozwiązania sprawy polskiej. W rezultacie trudnego wcześniej do przewidzenia przebiegu wojny, wszystkie zainteresowane strony musiały prześcigać się w deklaracjach, a wkrótce także i w czynach, które legły u podstaw tworzenia wojska polskiego (Austro-Węgry, okupacja niemiecka, Rosja, Francja) i zalążków organizmu państwowego (okupacja niemiecka, Francja). Wszystko to razem sprawiło, że gdy 11 listopada 1918 roku I wojna światowa została zakończona, Polska powstała jako państwo uznane na arenie międzynarodowej, dysponujące przygotowaną kadrą polityczną i administracyjną oraz zawiązkami wojska, organów władzy wykonawczej i sądowniczej.

## Polska przed wybuchem I wojny światowej
Polacy byli poddanymi trzech dworów cesarskich, a ich los w każdym z zaborów był inny. W omawianym okresie największymi swobodami politycznymi i obywatelskimi cieszyli się mieszkańcy zaboru austriackiego (Galicji), podczas gdy w dwóch pozostałych trwała nasilona akcja rusyfikacyjna i germanizacyjna, nadto w rosyjskim panował nieprzerwanie stan wojenny. Z kolei pod względem ekonomicznym najlepiej wypadał zabór pruski, najgorzej zaś Galicja. W zaborze rosyjskim – gdzie postawiono na rozwój przemysłu i handlu z Rosją – przejściowy sukces ekonomiczny osiągnęła Łódź, a polscy przemysłowcy i kupcy działali na znacznym obszarze imperium.
Rozwojowi przemysłu towarzyszył rozwój transportu kolejowego (np. Kolej Warszawsko-Wiedeńska) i drogowego, a ten sprzyjał także szybszemu obiegowi informacji. Podzielone kordonami ziemie polskie zaczynały ponownie nawiązywać dawne związki kulturowe i tworzyć nowe – polityczne. Z ziem zaboru pruskiego ciągnęły wycieczki do Krakowa i Lwowa, z wszystkich dzielnic szły pielgrzymki do Częstochowy. Z Kongresówki i Galicji słano do Wielkopolski, na Pomorze i Śląsk dzieła Mickiewicza, Sienkiewicza, Kraszewskiego i Prusa, by służyły „pokrzepieniu serc”.
Na ziemiach polskich – w przededniu wojny – zamieszkiwało około 20 milionów osób, uważających się za Polaków (dalszych 7 mln przebywało na emigracji). Masy chłopstwa, mieszczaństwa i szlachty były – mimo wysiłków zaborców – głęboko patriotyczne. Drugą, choć odległą, ostoją patriotyzmu była emigracja, szczególnie w wielkich skupiskach Polonii w USA – (Filadelfia, Nowy Jork, Pittsburgh, Cleveland, Chicago), Francji – (Paryż, Lille), Brazylii – (stan Parana).
Zbliżał się konflikt o ogromnym znaczeniu dla Polski. Poprzedzające go wydarzenia (wojna rosyjsko-japońska i rewolucja 1905), kryzysy marokańskie (1906 i 1911), kryzys bośniacki (1908) i wreszcie wojny bałkańskie (1912 i 1913) zapowiadały wielkie starcie dawnych sprzymierzeńców. Polacy rozumieli to doskonale, a w „wielkiej wojnie” widzieli szansę dla sprawy narodowej.
W dniach 15–19 września 1912 roku miał miejsce tajny zjazd w majątku Pieniaki pod Lwowem, w którym udział wzięli przywódcy frakcji polskich w parlamentach państw zaborczych: Roman Dmowski (były prezes Koła Polskiego w Dumie, przewodniczący tego koła), Władysław Seyda (przewodniczący Koła Polskiego w parlamencie niemieckim), Stanisław Głąbiński (przewodniczący mniejszości Koła Polskiego w parlamencie austriackim). Na zjeździe tym uchwalono, że w nadchodzącej wojnie Polacy ze wszystkich trzech zaborów poprą stronę przeciwną Niemcom.
Aktywistom, czyli obozowi niepodległościowemu, zdawało się, że należy poprzeć najmniej niebezpiecznego z zaborców – Austro-Węgry. Tak też myślał i takiego wyboru dokonał Piłsudski: „Nie chciałem pozwolić, aby w czasie, gdy na żywym ciele naszej Ojczyzny miano wyrąbywać nowe granice państw i narodów, samych przy tem Polaków tylko zabrakło. Nie chciałem dopuścić, by na szalach, na które miecze rzucano, zabrakło polskiej szabli”. Odmiennie pasywiści, czyli narodowi demokraci z Romanem Dmowskim na czele, którzy stawiali na Rosję, pokładając nadzieję w tym, że pod wpływem sprzymierzonych z nią państw Ententy zdecyduje się ona na odbudowę państwa polskiego z ziem odebranym Niemcom i Austrii oraz obszaru Królestwa Kongresowego. Jeszcze inaczej sprawę widzieli działacze emigracyjni i polonijni na Zachodzie, którzy liczyli na poparcie Francji, Wielkiej Brytanii, a przede wszystkim Stanów Zjednoczonych. Ich orędownikiem był Ignacy Jan Paderewski, artysta powszechnie znany i poważany na całym świecie.

## Początek wojny
28 czerwca 1914 roku Gawriło Princip z organizacji Młoda Bośnia zastrzelił w Sarajewie austriackiego następcę tronu, arcyksięcia Franciszka Ferdynanda i jego żonę. Władze Austro-Węgier podejrzewały, że za zamachem stał wywiad serbski, ale dowodów nie miały. Postanowiły jednak wykorzystać zabójstwo jako pretekst do upokorzenia Serbii i zmuszenia jej do pewnych ustępstw, głównie w sferze propagandowej. Dlatego też wystosowały do rządu w Belgradzie – w porozumieniu z Niemcami – ultimatum domagające się zaprzestania szerzenia nienawiści do Austro-Węgier, rozwiązania organizacji, które tę nienawiść propagowały i ukarania winnych zamachu. W odpowiedzi udzielonej 23 lipca Serbia i Czarnogóra zgodziła się na wszystkie punkty, ale („zgodnie z wymogami prawa międzynarodowego”) poza żądaniem udziału przedstawicieli władz austriackich w śledztwie przeciwko współwinnym zamachu, znajdującym się na terytorium serbskim. Poseł austriacki uznał odpowiedź za niewystarczającą i natychmiast opuścił Belgrad. Stosunki dyplomatyczne zostały zerwane, a 28 lipca Austro-Węgry wypowiedziały Serbii wojnę.

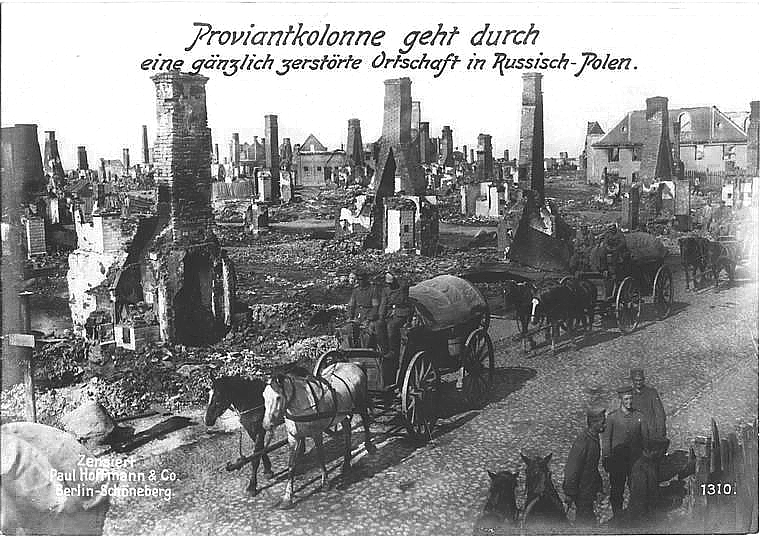
Wojska niemieckie w zniszczonej miejscowości polskiej

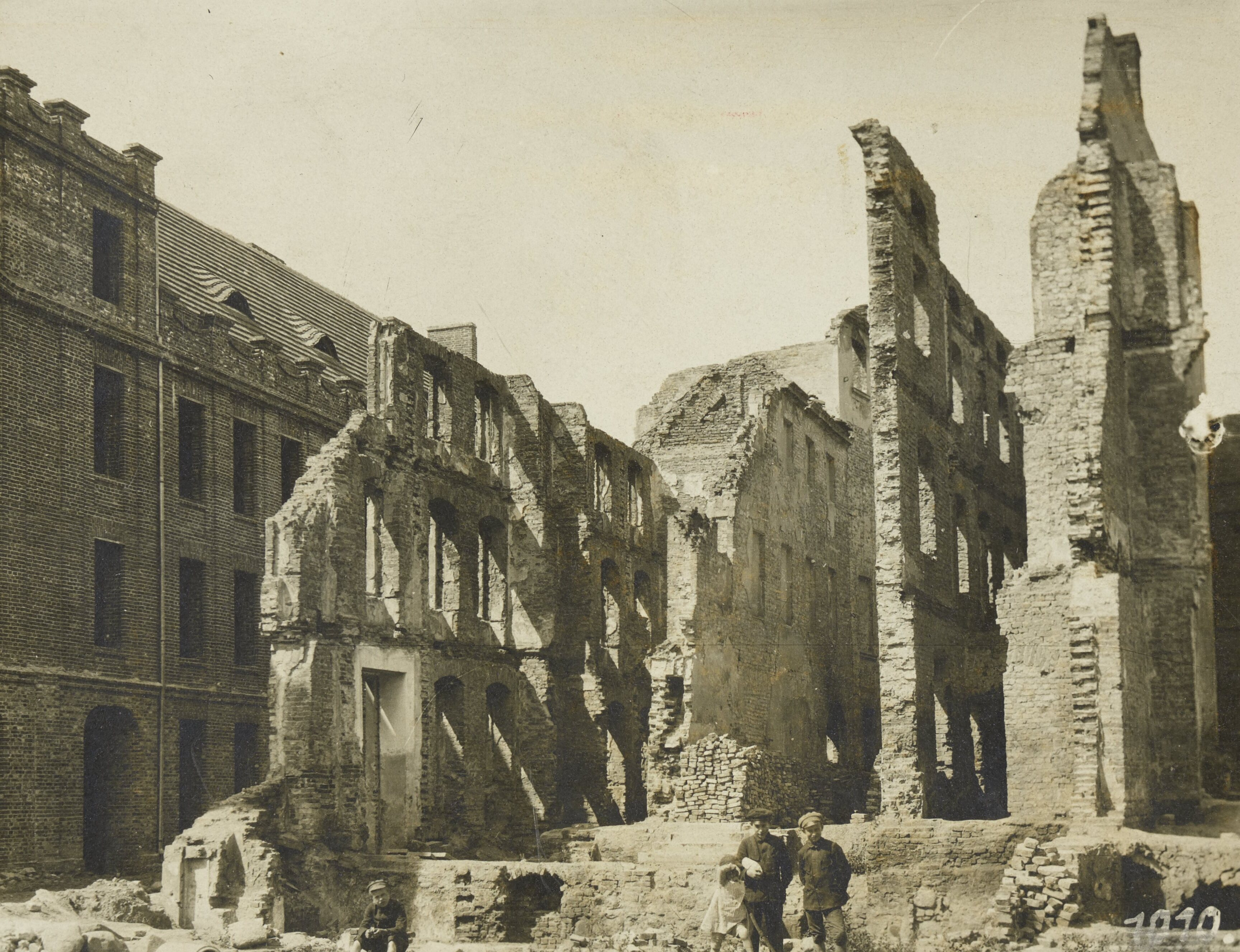
Zburzenie Kalisza (1914)

Teraz zaczął działać skomplikowany system sojuszy międzynarodowych. Rosja, protektorka Serbii, a w opinii jej władz także wszystkich Słowian południowych, ogłosiła mobilizację, co spowodowało wypowiedzenie jej wojny przez Niemcy (1 sierpnia). Tego samego dnia mobilizację ogłosiła Francja, a 2 sierpnia poseł niemiecki w Brukseli zażądał od rządu belgijskiego zgody na przemarsz wojsk niemieckich; jednocześnie armia Rzeszy wkroczyła do Luksemburga, a w nocy z 3 na 4 sierpnia wtargnęła na terytorium neutralnej Belgii. 4 sierpnia Wielka Brytania wypowiedziała wojnę Niemcom. 6 sierpnia przeciwko Rosji wystąpiły Austro-Węgry, a następnie do wojny przystąpiły inne kraje. W rezultacie w zmaganiach uczestniczyły trzydzieści dwa państwa (z czego dwadzieścia dziewięć stanowiło Ententę, a cztery państwa centralne) i około 70 mln żołnierzy. Straty wyniosły 10 mln zabitych i 20 mln rannych.
Po wkroczeniu 3 sierpnia do Belgii Niemcy szybkimi marszami przez Liège i Brukselę dotarli do granicy francuskiej. Niemiecki sztab generalny opracował plan działań według zaleceń generała Alfreda von Schlieffena, sporządzony jeszcze w końcu XIX wieku. Był to plan wojny błyskawicznej (niem. Blitzkrieg), zakładający zmasowanie na froncie zachodnim 7/8 całości sił i pokonanie Francji w ciągu kilku tygodni, by następnie przerzucić wojska na wschód.
Dla wsparcia sojusznika sztab rosyjski pchnął dwie armie do Prus – jedną od strony Wilna, drugą znad Narwi, co zmusiło Niemców do pospiesznego wycofania z frontu zachodniego dwóch korpusów. To dało Francuzom możność odparcia niemieckiego natarcia w wielkiej bitwie nad Marną w dniach 6–9 września. Tymczasem wzmocnione siły niemieckie gen. Hindenburga zadały klęskę Rosjanom pod Tannenbergiem i odepchnęły ich wstecz. Powodzenie przyniosła Rosjanom natomiast ofensywa na południu, gdzie szybko pokonali armię austriacką zajmując prawie całą Galicję ze Lwowem, przechodząc San i Wisłokę, oblegając twierdzę Przemyśl i zagrażając Krakowowi. Aby wesprzeć swych sojuszników, Niemcy uderzyli na środkowym odcinku frontu w kierunku na Warszawę i Dęblin; zajęli Łódź i Płock, spychając Rosjan na linię rzek Bzura–Pilica.
W ten sposób, już w pierwszych dniach, wojna wtoczyła się na ziemie polskie. Przez kraj przelewały się wielotysięczne armie, dochodziło do bitew i potyczek, a tym samym do zniszczeń oraz – towarzyszących każdej wojnie – gwałtów na ludności cywilnej. W dniach 4–7 sierpnia Niemcy zbombardowali opuszczony przez Rosjan i pozbawiony jakiegokolwiek znaczenia militarnego Kalisz.
Niemcy parli naprzód zajmując jeszcze w sierpniu Warszawę, a z końcem września osiągnęli rubież Dyneburg, Baranowicze, Pińsk, Ołyka, Dubno, Krzemieniec, Buczacz.

### Sprawa polska

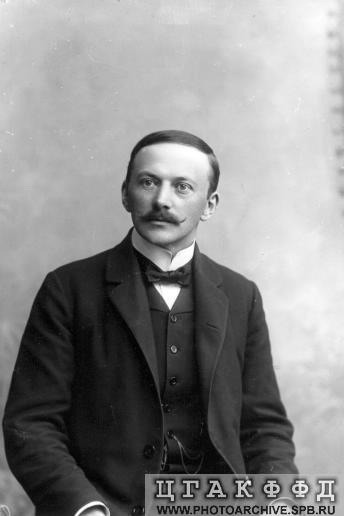
Polski poseł Wiktor Jaroński, autor deklaracji wygłoszonej na posiedzeniu Dumy 8 sierpnia 1914 roku

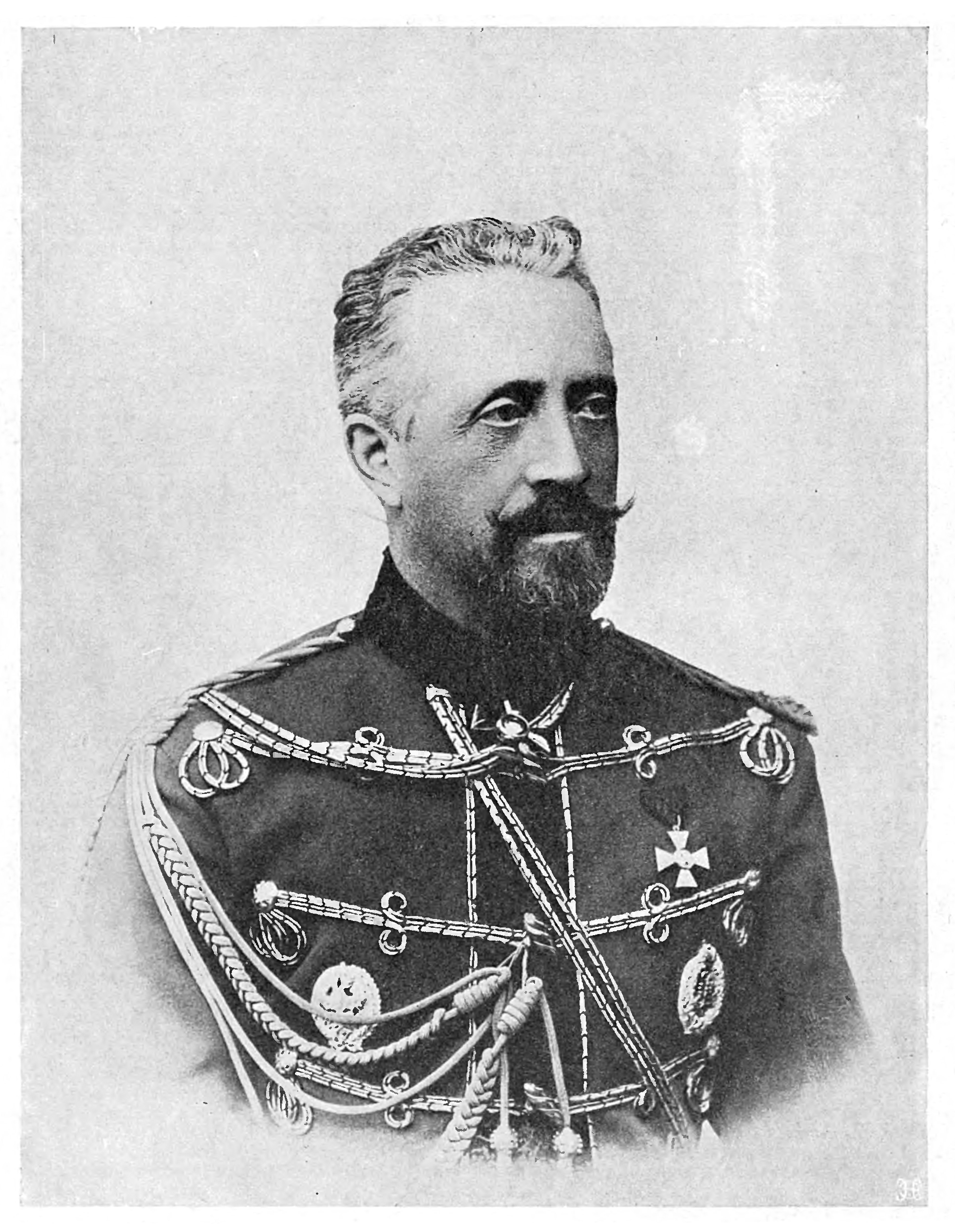
Wódz naczelny wojsk rosyjskich wielki książę Mikołaj Mikołajewicz Romanow, autor odezwy do Narodu Polskiego z 14 sierpnia 1914 roku

Do wybuchu wojny państwa zaborcze nie miały konkretnie sprecyzowanych planów w stosunku do Polski i Polaków. W Austrii pojawiła się koncepcja uczynienie z Galicji trzeciego królestwa, monarchii, a tym samym pogłębienia autonomii. Teraz, wraz z wybuchem wojny, ten problem pojawił się i to od razu bardzo wyraziście. Zaczęło się od ogólnikowej odezwy Naczelnej Komendy c.k. austriackich wojsk z dnia 9 sierpnia:

„Polacy! Zbliża się chwila oswobodzenia spod jarzma moskiewskiego. Sprzymierzone wojska Niemiec i Austro-Węgier przekroczą wkrótce granicę Królestwa Polskiego. Już się cofają Moskale. Upada ich krwawe panowanie, ciążące na was od stu przeszło lat. Połączcie się z wojskami sprzymierzonymi. Z naszymi sztandarami przychodzi do was wolność i niepodległość”.

W Niemczech koła przemysłowe, militarne i nacjonalistyczne związane z Ligą Pangermańską wysuwały plany kolonizacji Wschodniej Europy, która miała być całkowicie podporządkowana ekonomicznie i militarnie interesom Niemiec. Projekt ten miał przyjąć nazwę „Mitteleuropy”, bloku ekonomicznego pod hegemonią Cesarstwa Niemieckiego, które wykorzystując zasoby ekonomiczne tego rejonu zamierzały uzyskać potęgę zdolną do zwycięskiej rywalizacji z innymi mocarstwami światowymi. Polska w tym projekcie miała grać rolę małego państwa buforowego, poddanego stopniowej germanizacji (także poprzez sztucznie wywoływane klęski głodu, zmniejszające populacje Polaków). Z terytorium dawnego Królestwa Kongresowego zamierzano anektować znaczne obszary, zwane „Polskim Pasem Przygranicznym”, z których Niemcy planowali wypędzić Polaków i Żydów, a na ich miejsce osiedlić kolonistów niemieckich. Marionetkowe państwo Polskie miało być monarchią, na tronie której osadzony zostałby arystokrata z Niemiec lub Austrii. Początkowo miał być to książę austriacki, ale wraz z osłabieniem się pozycji Austro-Węgier w obozie Państw Centralnych, pomysł ten został zarzucony, a swoje pretensje do tronu polskiego wysunęło szereg książąt niemieckich, między innymi z Saksonii. Nawet po ewentualnym powstaniu owego satelickiego państewka, Cesarstwo Niemieckie zamierzało pozostawić kontrolę nad gospodarką, kolejami oraz wojskiem, w rękach niemieckiej armii. Generalnie projekt ten nie spotkał się z entuzjazmem dowództwa niemieckiego. Mimo tak ograniczonej autonomii uważali oni powstanie Państwa Polskiego za błąd.
Jednocześnie wojska niemieckie rozdawały w dniach 7–8 sierpnia ulotki o treści: „Przychodzimy do was jako przyjaciele. Zaufajcie nam! Wolność wam niesiemy i niepodległość! Połączcie się z wojskami sprzymierzonymi...”.
8 sierpnia 1914 roku, na nadzwyczajnie zwołanym posiedzeniu Dumy Państwowej, poseł kielecki Wiktor Jaroński złożył w imieniu Koła Polskiego deklarację o solidarności narodu polskiego z Rosją w jej walce z Niemcami. Została ona bardzo dobrze przyjęta przez Romana Dmowskiego, który napisał później: „Nigdy w życiu żaden nasz krok polityczny tak mię nie ucieszył”.
Rosja nie pozostała w tyle. 14 sierpnia 1914 roku ukazała się odezwa, podpisana przez naczelnego wodza wojsk rosyjskich, wielkiego księcia Mikołaja Mikołajewicza, równie ogólnikowa jak te z drugiej strony frontu: „Niechaj Naród Polski połączy się w jedno ciało pod berłem Cesarza Rosji. Pod berłem tym odrodzi się Polska swobodna w swej wierze, języku i samorządzie”. Z kolei na Zachodzie sprawa polska – przynajmniej w tej początkowej fazie wojny – nie wywoływała żadnych żywszych reakcji. Rządy państw Ententy uważały, że jest to wewnętrzny problem rosyjski, do którego nie powinny się wtrącać. Natomiast, jak zwykle życzliwie odnosiła się do sprawy polskiej opinia publiczna na Zachodzie oraz liczna, a w USA dobrze zorganizowana Polonia, tradycyjnie związana z obozem narodowym.
W odpowiedzi na deklarację wodza naczelnego wojsk rosyjskich wielkiego księcia Mikołaja Mikołajewicza Romanowa z 14 sierpnia 1914 roku, grupa zwolenników współpracy z Rosją podpisała telegram dziękczynny, głoszący m.in., że krew synów Polski, przelana łącznie z krwią synów Rosyi w walce ze wspólnym wrogiem, stanie się największą rękojmią nowego życia w pokoju i przyjaźni dwóch narodów słowiańskich.

### Wymarsz Pierwszej Kompanii Kadrowej, ogłoszenie Rządu Narodowego

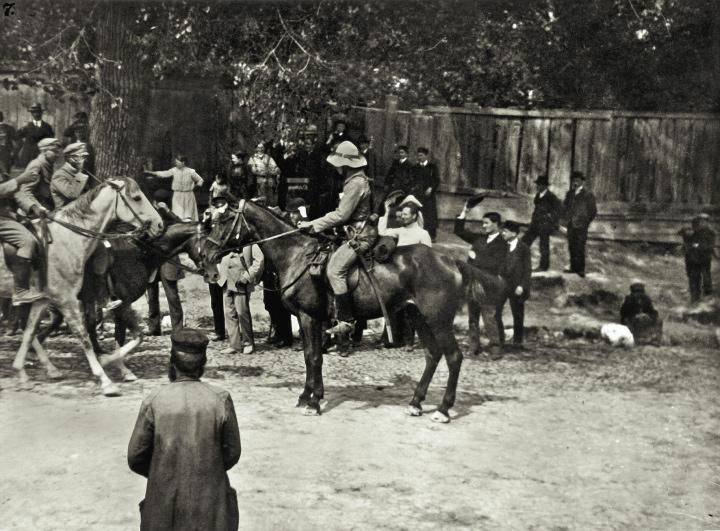
Piłsudski odbiera raport od skauta Czesława Bankiewicza na rogatkach Kielc 12 sierpnia 1914 roku

Józef Piłsudski ze swoim sztabem w Kielcach, sierpień 1914. Widoczni: Władysław Stryjeński, Zygmunt Sulistrowski, Wacław Stachiewicz, Kazimierz Sosnkowski, Michał Sokolnicki, Walery Sławek, Michał Sawicki, Władysław Belina-Prażmowski, Józef Piłsudski, Aleksander Litwinowicz, Roman Horoszkiewicz, Michał Fuksiewicz, Gustaw Daniłowski, Ignacy Boerner, Mieczysław Ryś-Trojanowski

Józef Piłsudski początkowo nie wierzył, by konflikt serbsko-austriacki mógł przerodzić się w wojnę między zaborcami, ale 30 lipca 1914 roku wydał jednak rozkaz mobilizacyjny dla Związku Strzeleckiego. 2 sierpnia podporządkował sobie Drużyny Strzeleckie, a jednocześnie przyszła zgoda sztabu austriackiego na dywersyjne działania „wojsk polskich”. O świcie 6 sierpnia z krakowskiej dzielnicy Oleandry wyruszył ku granicy pierwszy oddział, poprzedzany przez 7-osobowy patrol konny Beliny.

W swym przemówieniu z 3 sierpnia Piłsudski mówił: 

Spotkał was ten zaszczyt niezmierny, że pierwsi pójdziecie do Królestwa i przestąpicie granice rosyjskiego zaboru, jako czołowa kolumna wojska polskiego idącego walczyć za oswobodzenie ojczyzny. Wszyscy jesteście żołnierzami. Patrzę na was jako na kadry, z których rozwinąć się ma przyszła armia polska i pozdrawiam was jako pierwszą kompanię kadrową...

O godzinie 9.45 żołnierze obalili słupy graniczne pod Michałowicami, wkraczając do zaboru rosyjskiego.
6 sierpnia 1914 roku rano Józef Piłsudski zawiadomił zebranych na naradzie Komisji Skonfederowanych Stronnictw Niepodległościowych, że w Warszawie powstał Rząd Narodowy, który mianował go komendantem wszystkich polskich sił wojskowych. Tego samego dnia w Krakowie pojawiły się ulotki, datowane w Warszawie 3 sierpnia 1914 roku, które ogłaszały utworzenie Rządu Narodowego. Zostały one wydrukowane w Krakowie, a tekst odezwy napisał Leon Wasilewski na polecenie Piłsudskiego. W odezwie tej Rząd Narodowy donosił o swym utworzeniu, wskazując „wszystkim Polakom” obowiązek solidarnego skupienia się pod jego władzą i zawiadamiał, że komendantem polskich sił wojskowych mianowany został obywatel Józef Piłsudski, którego rozporządzeniom wszyscy ulegać powinni. Powstanie Rządu Narodowego było fikcją, która pozwoliła Piłsudskiemu uniezależnić się od politycznych ugrupowań Galicji, a zarazem wzmacniała jego pozycję wobec Austriaków, którym mógł podawać jako motywy swojego postępowania rozkazy rządu. KSSN podjęła uchwały, w których przyjęła do wiadomości sprawozdanie Komendanta.
Podejmując akcję w Królestwie Polskim Piłsudski głosił oficjalnie, że zmierza do połączenia obu zaborów – Galicji i rosyjskiego – we wspólny organizm w związku z Austrią. W rzeczywistości liczył na powtórzenie sytuacji z roku 1863, co ułatwiłoby zorganizowanie władz powstańczych, uwolnienie się od Austrii i utworzenia niezależnej siły politycznej równorzędnej dla wojujących mocarstw, a wydając rozkaz wymarszu miał nadzieję, że na widok wojska polskiego obywatele Królestwa chwycą za broń. W tym celu posłużył się mistyfikacją: w ulotce kolportowanej w Królestwie po 6 sierpnia informował, że 3 sierpnia w Warszawie sformowany został Rząd Narodowy, który jego – Piłsudskiego – mianował „komendantem polskich sił wojskowych”. Opierając się na doniesieniach wywiadu liczył na szybkie zajęcie Warszawy. Tymczasem Rosjanie nie opuścili Warszawy, umocnili się nawet w Zagłębiu Dąbrowskim, gdzie Piłsudski miał zwolenników i mógł liczyć na poparcie i ochotników. W tej sytuacji słabe siły polskie nie miały szans na przyciągnięcie pod swoje sztandary ludności Kongresówki. Strzelców nie witano z radością, a wręcz wrogo. W rezultacie – po stoczeniu kilku potyczek i przejściowym zajęciu Kielc – Strzelcy wycofali się do Galicji. Reakcja Austriaków była oczywista: zażądali rozwiązania oddziałów strzeleckich lub włączenia ich do formacji Obrony Krajowej (niem. Landsturm).
Powołanie Naczelnego Komitetu Narodowego przez Koło Sejmowe grupujące wszystkie stronnictwa polityczne Galicji przekreśliła istnienie Rządu Narodowego. Większość nieprzychylnie nastawionych do Piłsudskiego ugodowych polityków galicyjskich, podawała w wątpliwość zdolności wojskowe Piłsudskiego. W tym samym czasie Piłsudski, którego w Krakowie zastępował Szef Sztabu Kazimierz Sosnkowski, uruchamiał Biura Werbunkowe do Wojska Polskiego, przeprowadzał reorganizację swych oddziałów strzeleckich oraz ustanawiał Komisariaty Wojsk Polskich (jako organizacje cywilne), milicje i inne organizacje terenowe. 16 sierpnia 1914 r. przetworzył kompanię „strzelców” w Pierwszy Pułk Wojska Polskiego

### Naczelny Komitet Narodowy – Legiony Polskie – Polska Organizacja Narodowa – Polska Organizacja Wojskowa – Oddział Lotny Wojsk Polskich

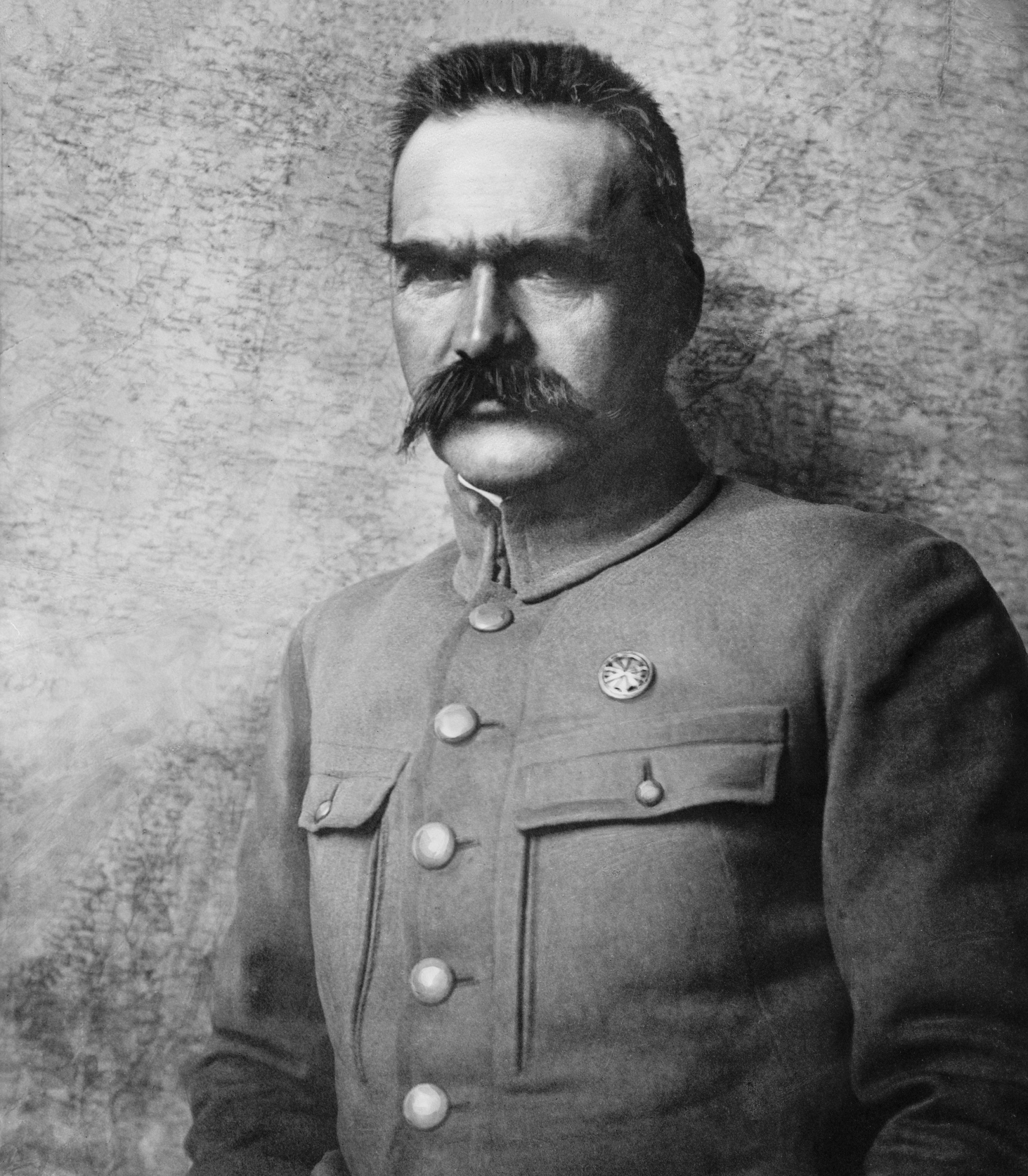
Józef Piłsudski, dowódca I Brygady Legionów Polskich Armii Austro-Węgier

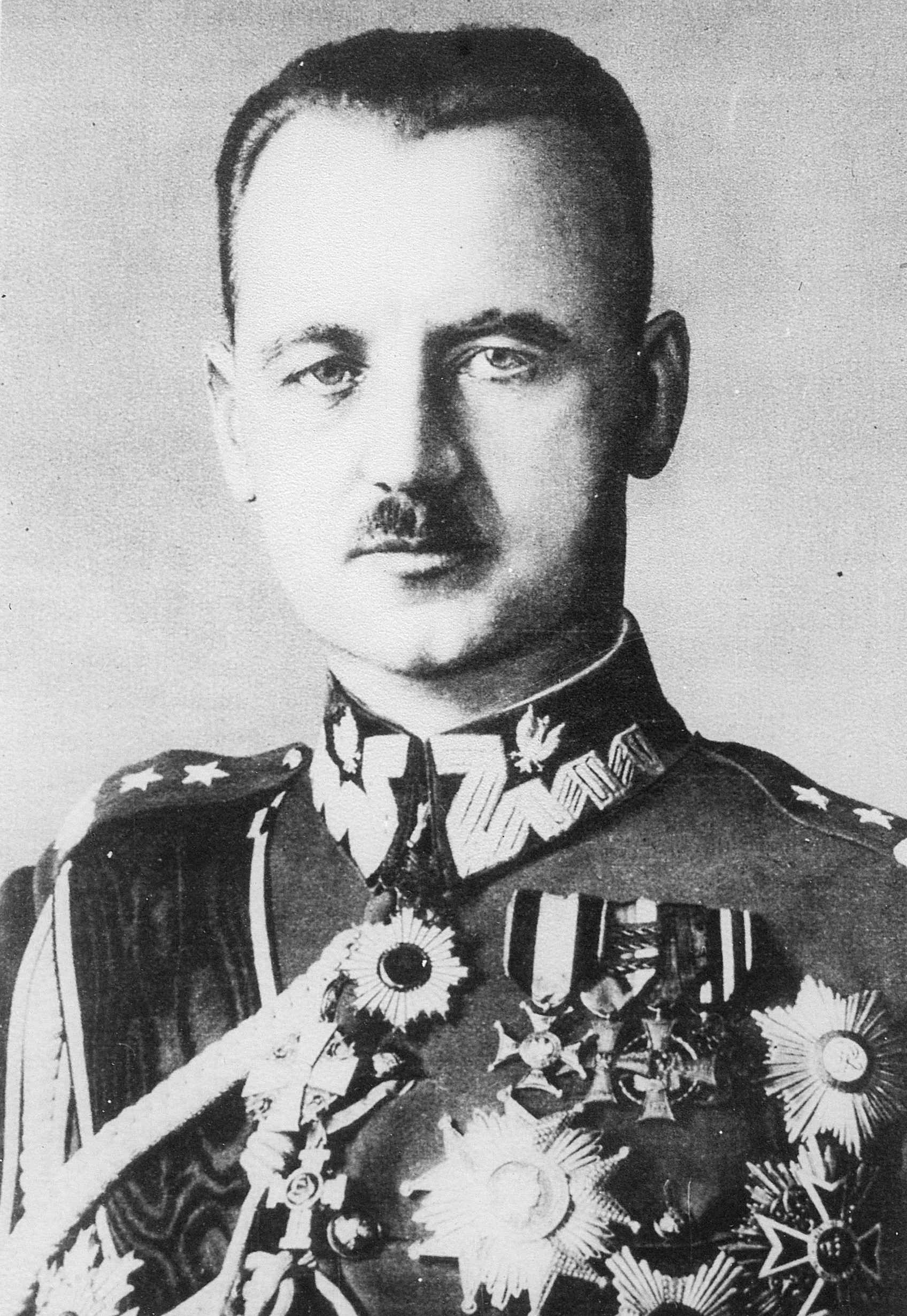
Władysław Sikorski, kierownik Departamentu Wojskowego Naczelnego Komitetu Narodowego

16 sierpnia 1914 roku powstał w Krakowie, z inicjatywy polskich stronnictw politycznych, Naczelny Komitet Narodowy (NKN) z Juliuszem Leo (później Władysławem Jaworskim) na czele. NKN miał być – co uznali szybko Austriacy – najwyższą instancją w zakresie wojskowej i politycznej organizacji zbrojnych sił polskich, a kierownictwo Departamentu Wojskowego objęli Władysław Sikorski (Kraków) i Aleksander Skarbek (Lwów). W skład NKN-u weszli przedstawiciele 11 partii politycznych z Galicji i 5 z Królestwa, w tym zarówno zwolennicy, jak i przeciwnicy Piłsudskiego. 22 sierpnia Józef Piłsudski podpisze, jeszcze jako Komendant Główny Strzelców, pismo-rozkaz o powstaniu Naczelnego Komitetu Narodowego i Legionów. Odtąd wszystkie polskie formacje zbrojne miały występować jako Legiony Polskie pod austriackim zwierzchnictwem wojskowym. 27 sierpnia z rozkazu Naczelnego Wodza, księcia Fryderyka, ustanowiono Dwa Legiony – każdy z nich miał liczyć dwa pułki piechoty po cztery bataliony po tysiąc żołnierzy w każdym oraz 2-3 szwadrony jazdy po 150 ułanów każdy. W odezwie do żołnierzy z 22 sierpnia Piłsudski napisał: „Naród budzić się zaczyna i nie chce zostawić nas samotnymi, jak byliśmy dotychczas. Zgłosiłem w swoim i waszym imieniu przystąpienie do organizacji szerszej, zapewniającej wojsku polskiemu większe środki i szersze działania”. Liczył na to, że zachowa odrębność swej formacji, ale Austriacy byli nieugięci – Legiony mogły wystąpić jako formacja Landsturmu z dowódcami Polakami – generałami armii austriackiej. Jedyne, na co udzielono zgody, to polskie odznaki wojskowe, umundurowanie i komenda.
Początkowo powstały tylko Legion Zachodni i Legion Wschodni (ten drugi został rozwiązany, nim jeszcze wszedł do akcji). Kilkuset żołnierzy Legionu Wschodniego, z płk. Józefem Hallerem przeszło do Legionu Zachodniego, a około 5 tysięcy zostało wcielonych do c.k. armii. Sprawa polska, na tym początkowym etapie, rysowała się mgliście, a rola polityków i wojskowych, chcących stworzyć Wojsko Polskie II RP i uczynić zeń liczący się czynnik na frontach wojny, sprowadzała się do roli petentów i niewygodnych suplikatorów.
Tymczasem w toczącej się wojnie brały udział – słabo wyposażone i źle uzbrojone – Legiony, najpierw w składzie trzech pułków (Piłsudski stał na czele 1. pułku), a wkrótce (pod koniec 1915 roku) trzech brygad. Już we wrześniu 1914 roku główne siły Legionów (dowódca gen. Karol Durski-Trzaska) rzucone zostały w rejon Marmarosz Sziget na Węgrzech, a następnie walczyły w Karpatach Wschodnich, gdzie, po przejściu Przełęczy Pantyrskiej odnosiły sukcesy w bitwach pod Rafajłową i Nadwórną, a następnie wkraczając na Pokucie. 29 października, w wyczerpującej bitwie pod Mołotkowem poległo około 300 legionistów, a ponad 800 odniosło rany.
Bataliony dowodzone przez Piłsudskiego brały udział w krwawych bitwach pod Anielinem i Laskami (22–26 października 1914 roku), gdzie wybitną rolę odegrał Edward Rydz-Śmigły, ale w związku z załamaniem się ofensywy na kierunku warszawskim, musiały wycofać się na Podhale, przy czym dwa tyłowe bataliony stoczyły zacięta bitwę pod Krzywopłotami. W tym właśnie momencie 1. pułk został – staraniem NKN – przekształcony w I Brygadę Legionów Polskich.
Na przełomie listopada i grudnia 1914, I Brygada – w ramach kontrofensywy austriackiej – stoczyła ciężkie boje pod Limanową, Chyżówkami i Marcinkowicami, wszędzie korzystając z pomocy górali. Przed samym Bożym Narodzeniem I Brygada (pod nieobecność Piłsudskiego dowodził szef sztabu Kazimierz Sosnkowski) stoczyła jeszcze zażarty bój pod Łowczówkiem (22–25 grudnia), ale w początku 1915 roku została zluzowana i odeszła na odpoczynek. II Brygada walczyła jeszcze w górach, przełamując front rosyjski w dniach 18–21 stycznia pod Kirlibabą i wychodząc na rubież Dniestru i Seretu, by wreszcie też zostać wycofaną z frontu. Te niewielkie siły nie liczyły się na frontach wielkiej wojny w sensie militarnym, ale stanowiły znaczący fakt polityczny.
Wobec decyzji o likwidacji Komisariatów Wojsk Polskich przez władze austriackie, utworzono Komisariaty Polskiej Organizacji Narodowej. Organizacja ta miała być oparciem dla legionowej akcji zbrojnej i zawiązkiem samoistnego ustroju polskiego narodu.
Piłsudski rozwijał też utworzoną na jesieni 1914 roku Polską Organizację Wojskową (POW). Była to organizacja ściśle zakonspirowana, skierowana głównie przeciw Rosji. Jej komendantem był początkowo por. Tadeusz Zuliński, potem kpt. Stefan de Castenedolo Kasprzycki, faktycznie zaś sam Piłsudski. POW była całkowicie niezależna i dzieliła się na dwie formacje – Służbę Czynną i Rezerwę. Szkoliła oficerów i podoficerów dla przyszłego Wojska Polskiego, a nawet wydawała własne pismo „Rząd i Wojsko”, redagowane przez Adama Skwarczyńskiego i Tadeusza Hołówkę. POW miała być siłą, która podejmie walkę w chwili, gdy decydować się będą losy niepodległości Polski. Obce wywiady nigdy nie przeniknęły w struktury POW i zaledwie podejrzewały istnienie podziemnej organizacji.
W końcu listopada 1914 roku utworzono podległy komendantowi Polskiej Organizacji Wojskowej Tadeuszowi Józefowi Żulińskiemu Oddział Lotny, którego zadaniem było prowadzenie akcji dywersyjnych i sabotażu na tyłach wojsk rosyjskich. Już 23 listopada wysadzono w powietrze tory pomiędzy Dworcem Gdańskim i Wileńskim w Warszawie. 30 listopada w rocznicę powstania listopadowego Oddział Lotny uszkodził dynamitem pomnik oficerów-lojalistów poległych w Noc Listopadową w Warszawie.

### Roman Dmowski – Komitet Narodowy Polski – Legion Puławski

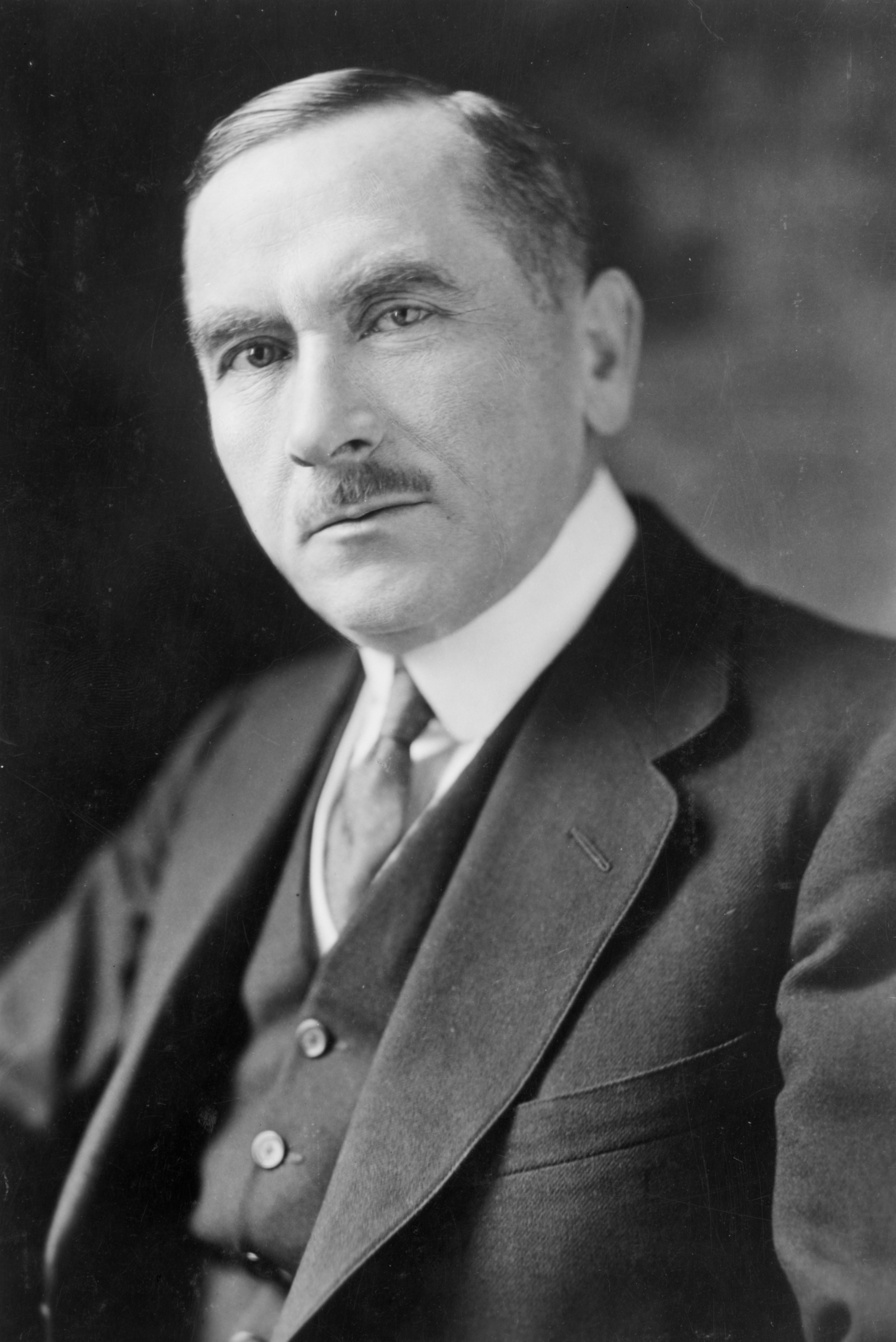
Roman Dmowski

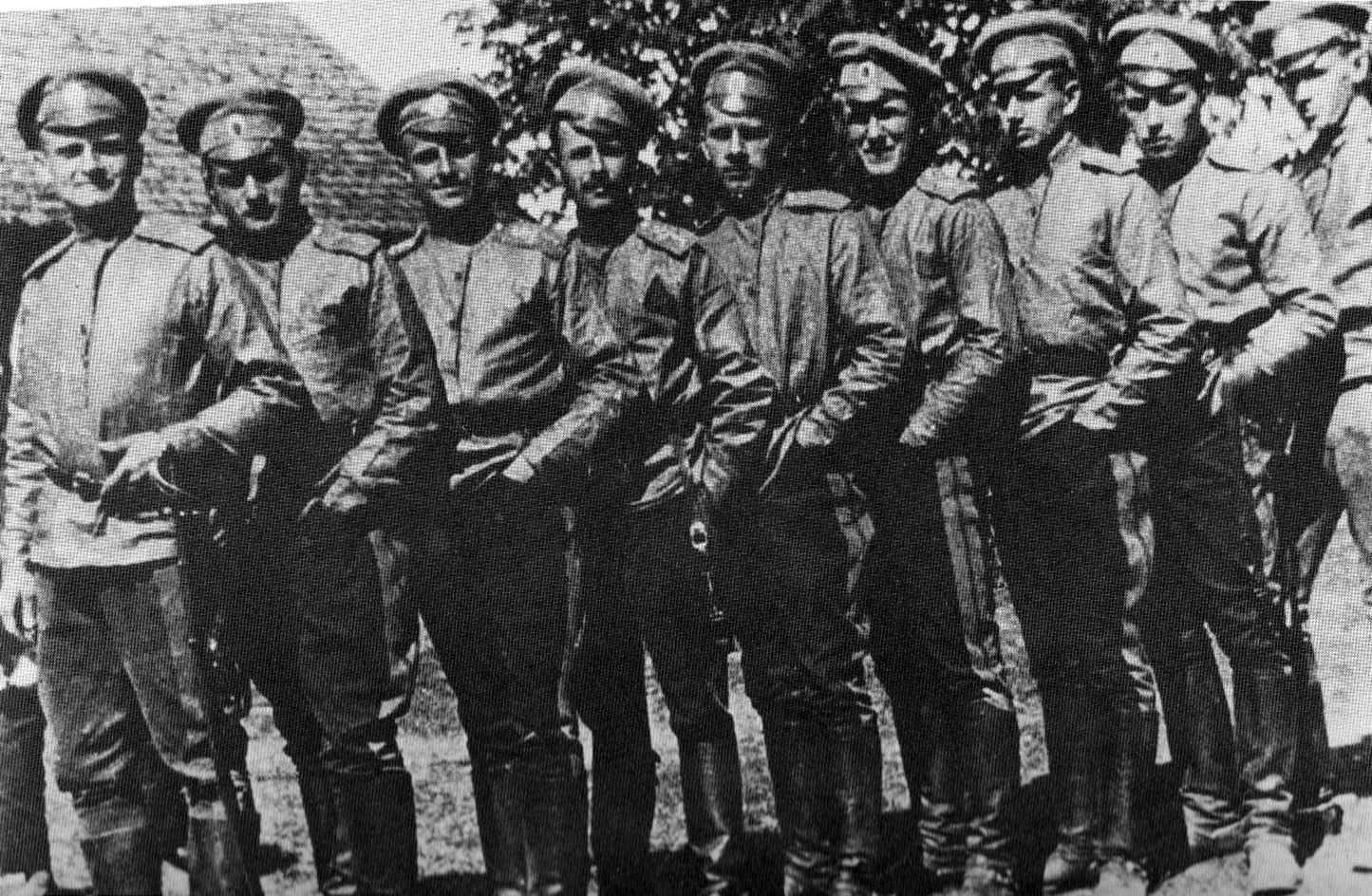
Oficerowie Legionu Puławskiego

W czasie, gdy Piłsudski i legioniści „rzucali na stos” swoje losy, w Królestwie działano ostrożniej. 3 sierpnia 1914 powstał w Warszawie Komitet Obywatelski, przekształcony 10 listopada, za zgodą Rosjan, w Centralny Komitet Obywatelski (CKO), który organizował pomoc dla ludności Kongresówki (i tej części Galicji, która znalazła się pod okupacją rosyjską) – na jego czele stali Stanisław Wojciechowski, Władysław Grabski i in., którzy uważali, że tworzą podwaliny przyszłego rządu polskiego, ale nie zamierzali organizować – przynajmniej na tym etapie – czynu zbrojnego. W pierwszej fazie wojny utrzymywali, że „zwycięstwo koalicji rosyjsko-francusko-angielskiej daje widoki zjednoczenia wszystkich ziem polskich z dostępem do Bałtyku” (odezwa Stronnictwa Narodowej Demokracji z 28 sierpnia 1914) i potępiali legionistów Piłsudskiego jako „narzędzie polityczne” w ręku Austrii i Niemiec.
W listopadzie ukształtował się ośrodek polityczny pod nazwą Komitet Narodowy Polski z Romanem Dmowskim na czele. W odezwie z 25 listopada głoszono, że „klęska Niemiec to nasze zwycięstwo”. Za cel naczelny wojny uznano „zjednoczenie Polski pod berłem monarchy rosyjskiego” i zabiegano o utworzenie oddziałów polskich u boku armii rosyjskiej. Tymczasem, z powodu oporu antypolskich elementów w sztabach rosyjskich, Legion Puławski (tworzony przez ziemianina Witolda Gorczyńskiego, który uzyskał zezwolenie szefa sztabu głównego armii rosyjskiej w Baranowiczach) nie przekroczył stanu batalionu, a w październiku 1915 przemianowany został na 739. nowoaleksandryjską i 740. lubelską drużynę pospolitego ruszenia (ros. Ополчение).
Wszelkie zabiegi ziemiaństwa, arystokracji, burżuazji i kleru Kongresówki, aby uzyskać od władz rosyjskich jakiekolwiek stanowisko w sprawie polskiej pozostawały bez echa dopóty, dopóki armie rosyjskie odnosiły sukcesy na froncie. Z tej też przyczyny Dmowski dość wcześnie nawiązał kontakty z działaczami polonijnymi na Zachodzie, a zwłaszcza z Ignacym Paderewskim, Janem Smulskim i Gabrielem Narutowiczem, którzy stali na czele akcji pomocowych i zabiegali w Paryżu i Waszyngtonie o podjęcie działań mających na celu odbudowę państwa polskiego.
Ambasador rosyjski w Londynie Aleksander Benckendorff otrzymał od swojego rządu poufną instrukcję, która zakładała m.in. zalecenie: konieczną jest rzeczą kłaść nacisk na wyłączenie kwestii polskiej z przedmiotów dyskusji międzynarodowej i na przeszkodzenie wszelkim próbom pozostawienia przyszłości Polski pod gwarancją i kontrolą mocarstw.
W kwietniu 1916 roku Roman Dmowski złożył rosyjskiemu ambasadorowi w Paryżu Aleksandrowi Izwolskiemu memoriał, w którym zaznaczył m.in., że: interes wszystkich narodów zagrożonych przez potęgę niemiecką wymaga, aby rozerwane ziemie polskie zostały złączone w jedno państwo.

## Ofensywa niemiecko-austriacka 1915

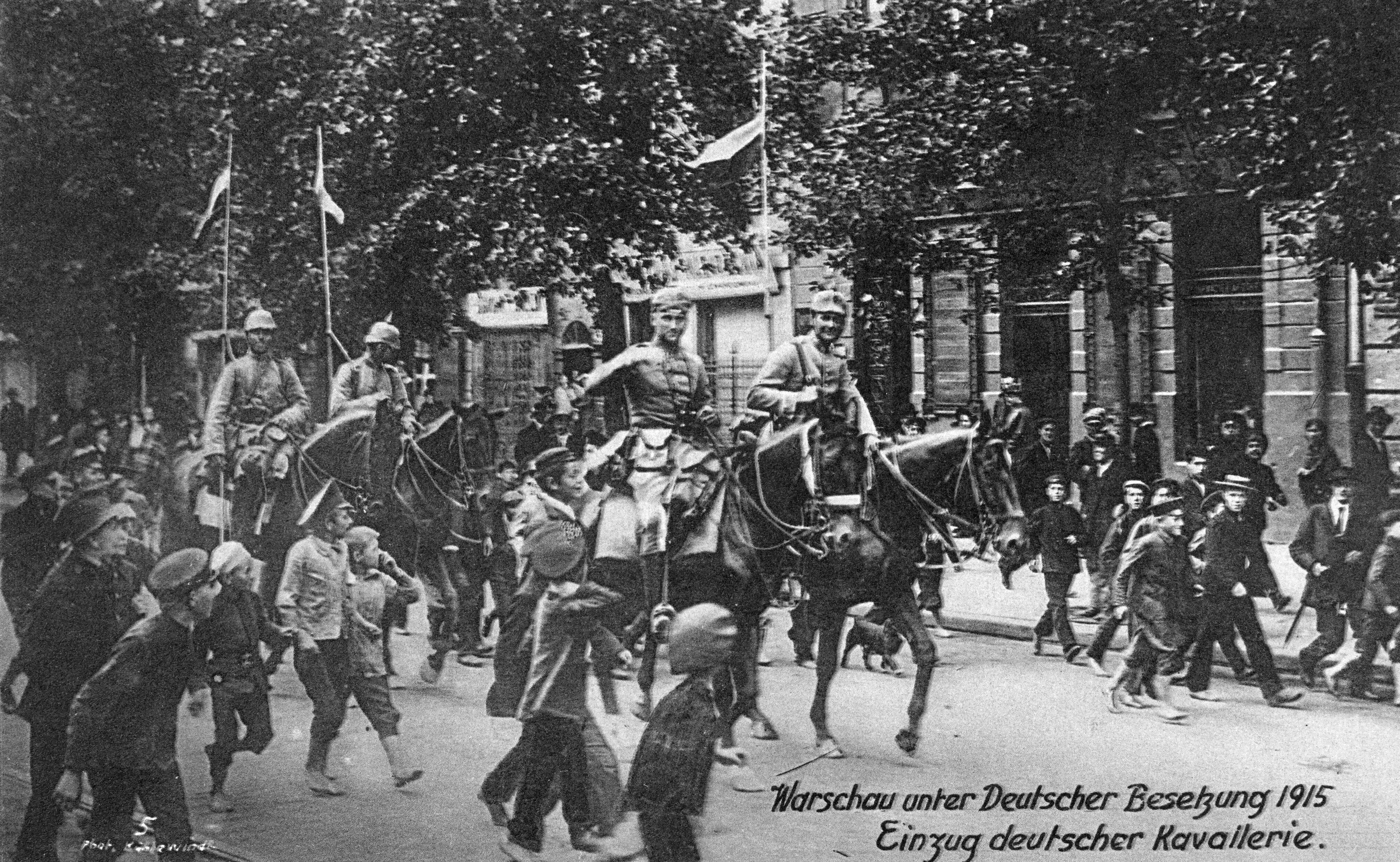
Wkroczenie kawalerii niemieckiej do Warszawy 5 sierpnia 1915

Zgodnie z planem niemieckiego szefa sztabu Ericha von Falkenhayna i jego austriackiego odpowiednika Franza Conrada von Hötzendorfa wiosną 1915 roku armie państw centralnych podjęły ofensywę na froncie wschodnim. Jej celem było wyeliminowanie Rosji z wojny, by móc skutecznie uderzyć na Zachód. Tuż przed rozpoczęciem ofensywy Rosjanie ewakuowali na wschód blisko 800 tysięcy Polaków (zob. Bieżeństwo), wśród których zaledwie 200 tysięcy stanowili dobrowolni uchodźcy, czyli tacy, którzy mogli obawiać się represji w związku z ich współpracą z caratem.
Uderzenie rozpoczęło się 2 maja 1915 roku. XI Armia niemiecka i IV Armia austriacka pod dowództwem gen. Augusta von Mackensena przełamały front rosyjski pod Gorlicami i błyskawicznie zajęły Przemyśl i Lwów. 5 sierpnia wojska niemieckie wkroczyły do Warszawy, pod koniec lata zdobyły twierdzę Modlin, Wilno i Brześć Litewski. Pod koniec roku front przebiegał od Zatoki Ryskiej przez Baranowicze, Tarnopol, po Kamieniec Podolski na brzegach Dniestru. Do wojny po stronie państw centralnych przystąpiły Bułgaria i Turcja, a próba nawiązania fizycznego kontaktu sił Ententy z Rosjanami przez Dardanele skończyła się fiaskiem wielkiej operacji desantowej wojsk brytyjskich i australijskich pod Gallipoli. Wojska austriackie odparły ofensywę włoską w Alpach.
Zajęcie Królestwa postawiło na porządku dziennym kwestię statusu tych ziem. Według austriackiego premiera, hrabiego Karla Stürgha, miały one zostać włączone do monarchii Habsburgów jako „dawne rosyjsko-polskie obszary zjednoczone z częściami Królestwa Galicji i przekształconymi w Królestwo Polskie”, ale Niemcy nie chcieli się z tym pogodzić. 24 sierpnia powstało w Warszawie generalne gubernatorstwo z generałem Hansem von Beselerem, który natychmiast ograniczył rolę, a we wrześniu rozwiązał Centralny Komitet Obywatelski (CKO).

### Walki Legionów

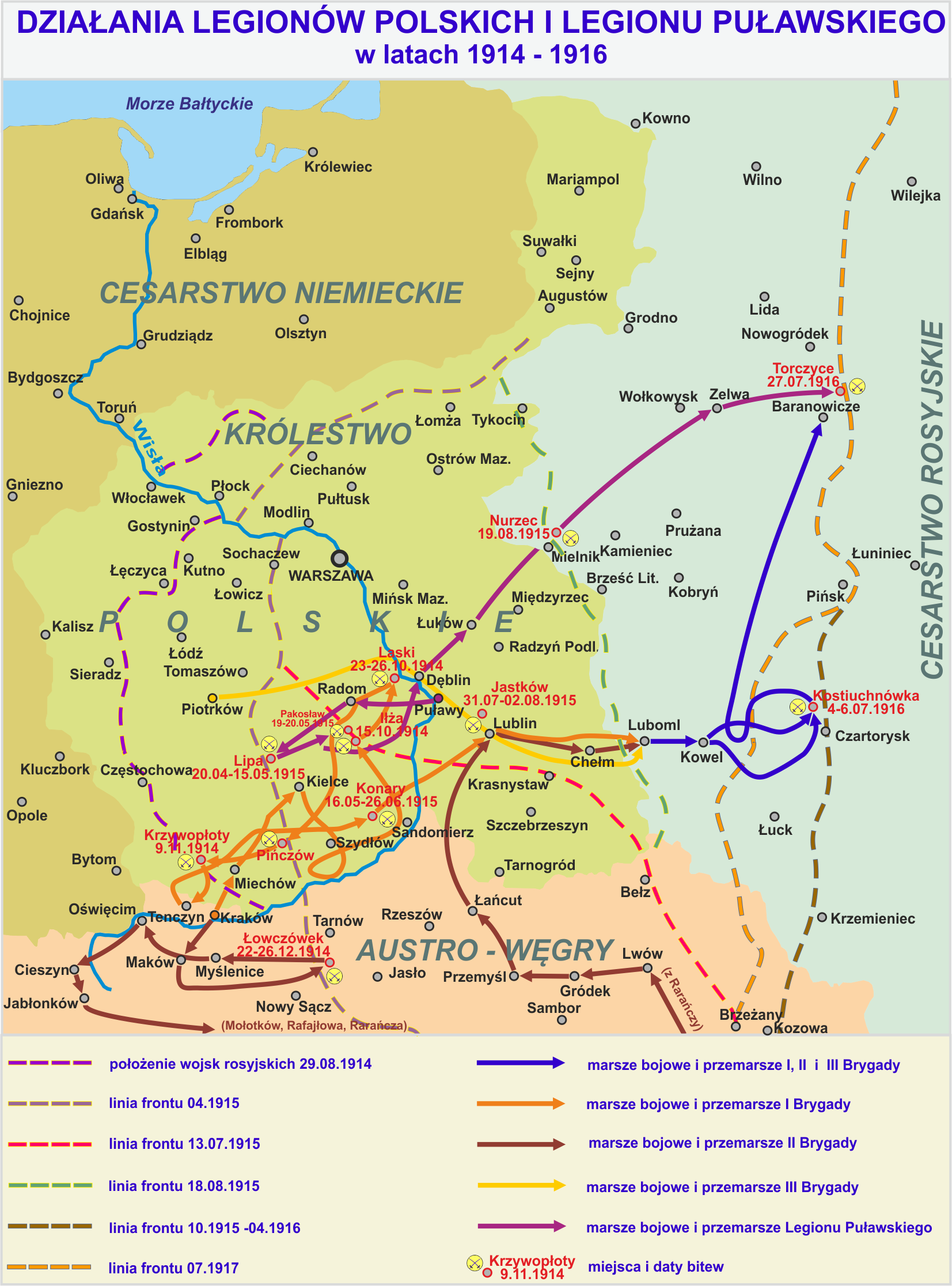
Działania Legionów Polskich Armii Austro-Węgier i Legionu Puławskiego Armii Imperium Rosyjskiego

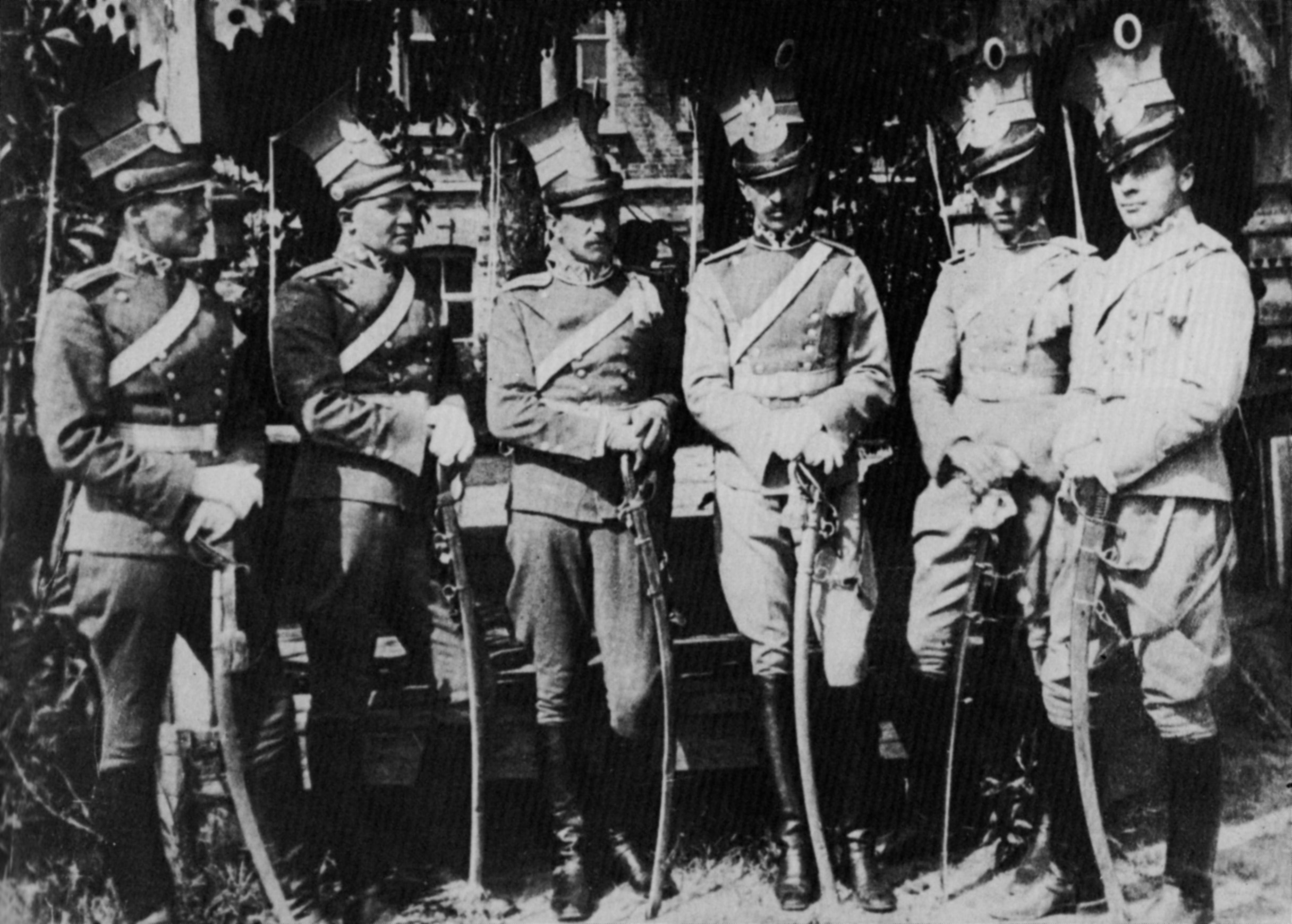
Beliniacy (sześciu z siedmiu ułanów sławnego pierwszego patrolu) w 1916

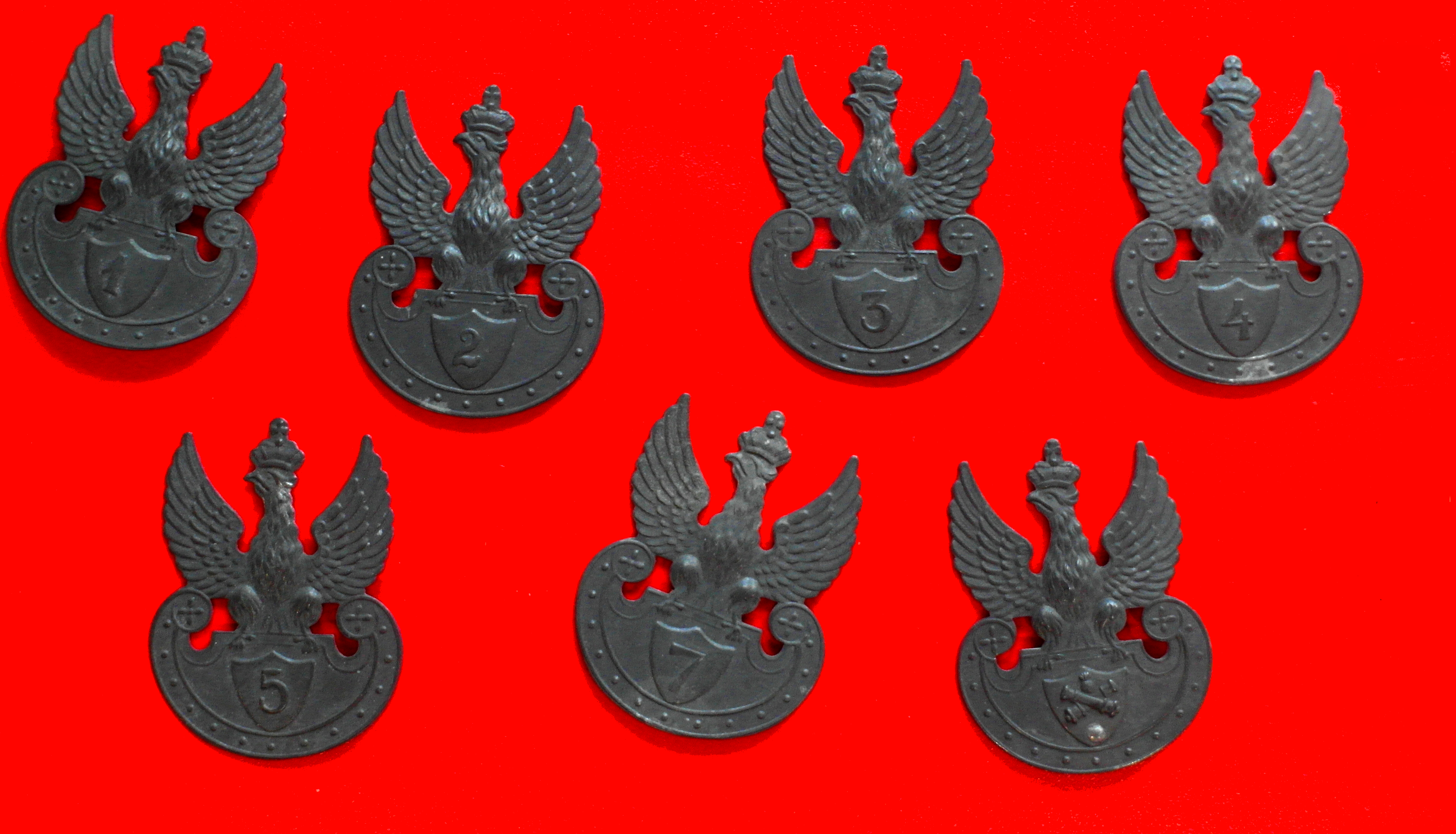
Orzełki obowiązujące w Legionach Polskich od roku 1916

W zmaganiach tych brały udział formacje polskie. I Brygada, przy sztabie której znajdowało się dowództwo Legionów z gen. Karolem Durskim-Trzaską (wspierana przez III) biła się na terenie Królestwa pod Konarami (maj 1915), Tarłowem (czerwiec 1915) oraz Jastkowem (lipiec–sierpień 1915). II Brygada walczyła na Bukowinie (m.in. walki pod Rarańczą i pod pobliską Rokitną).
Jesienią, na Wołyniu, polskie pułki toczyły bitwy pod Kuklami, Kostiuchnówką (lipiec 1916) i Stowyhorżem, gdzie dawały silny odpór atakującym wojskom rosyjskim Brusiłowa. Armia austriacka cofała się pod naporem Rosjan, w związku z czym także Legiony musiały przejść z linii Styru nad Stochód, gdzie ofensywa rosyjska osłabła i walki przybrały charakter pozycyjnych. Większość sił polskich znajdowała się pod wspólnym dowództwem, lojalnym wobec koncepcji austro-polskiej.
W ciągu dwuletnich walk Legiony poniosły dotkliwe straty (około 15 tysięcy zabitych i rannych). Młody polski żołnierz okrzepł w trakcie tych walk. Był to zalążek przyszłej armii polskiej. Piłsudski uważał, że po wyparciu Rosjan z ziem polskich dalsze wspieranie Niemców i Austriaków nie będzie zgodne z polskim interesem narodowym, więc z wolna odsuwał się na dalszy plan i przechodził do opozycji wobec lojalistycznej komendy Legionów. Starał się wyhamowywać nabór do Legionów, natomiast z wielkim zaangażowaniem rozbudowywał POW.

### Kryzys orientacji prorosyjskiej

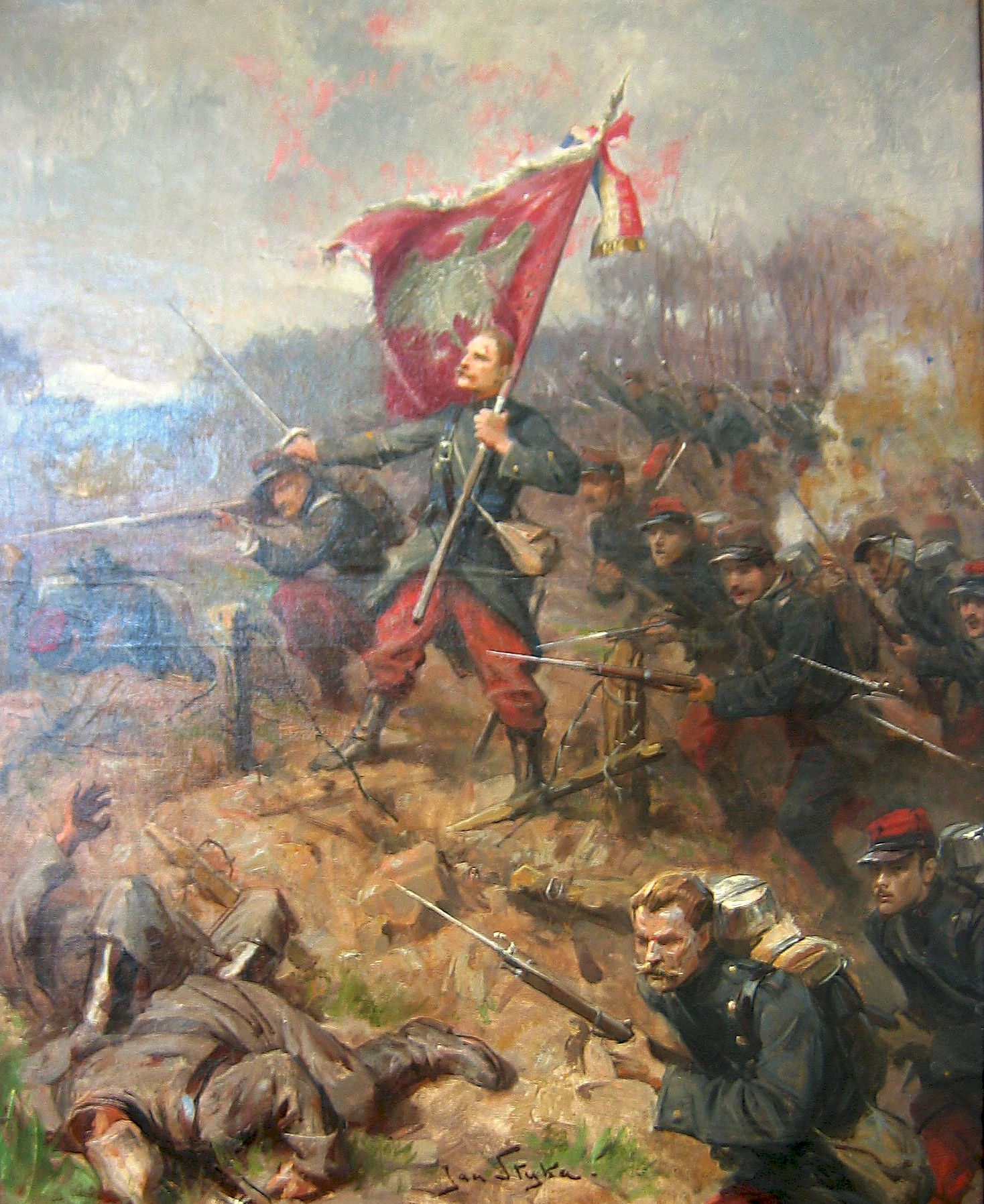
Śmierć Władysława Szujskiego w bitwie pod Sillery, obraz Jana Styki sprzed 1925 roku, przedstawia śmierć polskiego ochotnika w armii francuskiej chorążego Władysława Szujskiego w 1914 roku, trzymającego sztandar, przeszyty 34 kulami niemieckimi

Również po drugiej stronie frontu nie rysował się żaden pozytywny scenariusz rozegrania sprawy polskiej. Na cztery dni przed oddaniem przez Rosjan Warszawy rosyjski premier Iwan Goriemykin powiadomił Dumę o decyzji carskiej w sprawie Polski. Mikołaj II polecał rządowi opracować ustawę dającą Polakom – oczywiście po wojnie – prawo do swobód kulturalnych, gospodarczych i narodowych, ale tylko w ramach autonomii pod berłem Romanowów. Plany te opracował minister spraw zagranicznych Rosji Siergiej Sazonow. Zakładały one pewną autonomię ziem polskich pod panowaniem Rosji, w granicach której miały się znaleźć części zaboru austriackiego oraz pruskiego; w niektórych planach przedstawiono również przyłączenie Górnego Śląska. Planowane swobody były znacznie mniejsze od tego co Polacy do tej pory uzyskali w Galicji pod panowaniem Austro-Węgier. Sazonow przedstawił następujące punkty swego planu ambasadorowi Francji:
- rząd Polski miał się składać z przedstawiciela cara, czyli wicekróla, Rady Ministrów oraz dwuizbowego Parlamentu
- administracja Polski zostałaby powierzona temu rządowi
- cła, polityka zagraniczna, wojsko, finanse, sieć kolejowa pozostałyby domeną Imperium Rosyjskiego
- stosunki administracyjne pomiędzy Królestwem Polski a carem miały pozostawać w gestii Senatu w Piotrogrodzie, a w jego ramach specjalna komisja złożona z Polskich i Rosyjskich senatorów w równej liczbie[48].

Dwór Carski niechętnie patrzył na te propozycje, widząc w sprawie polskiej jedynie element propagandowy, mający doraźny cel wojskowy. Wkrótce po ich przedstawieniu Sazonow został zdymisjonowany.
Oświadczenie carskie spowodowało gwałtowne osłabienie orientacji prorosyjskiej. Roman Dmowski natychmiast wyjechał z Rosji do Szwajcarii, gdzie w Lozannie działała Centralna Agencja Polska, która stawiała sobie za cel zainteresowanie sprawami polskimi władz francuskich. Na samym początku wojny w wyniku jej starań sformowano nawet z ochotników – Polaków tzw. Legion Bajończyków (dwie kompanie w składzie 1. pułku Legii Cudzoziemskiej), który jednak wykrwawił się pod Arras i większej już roli nie odegrał.
Opuszczając Rosję zostawił sobie Dmowski furtkę w postaci utrzymywanej nadal w Petersburgu (od 1915 Piotrogrodzie) placówki KNP. Inni pasywiści, a w szczególności realiści i narodowcy, zawiązali w okupowanym Królestwie tzw. Międzypartyjne Koło Polityczne i czekali na rozwój wypadków.

### Okupacja niemiecka i austro-węgierska

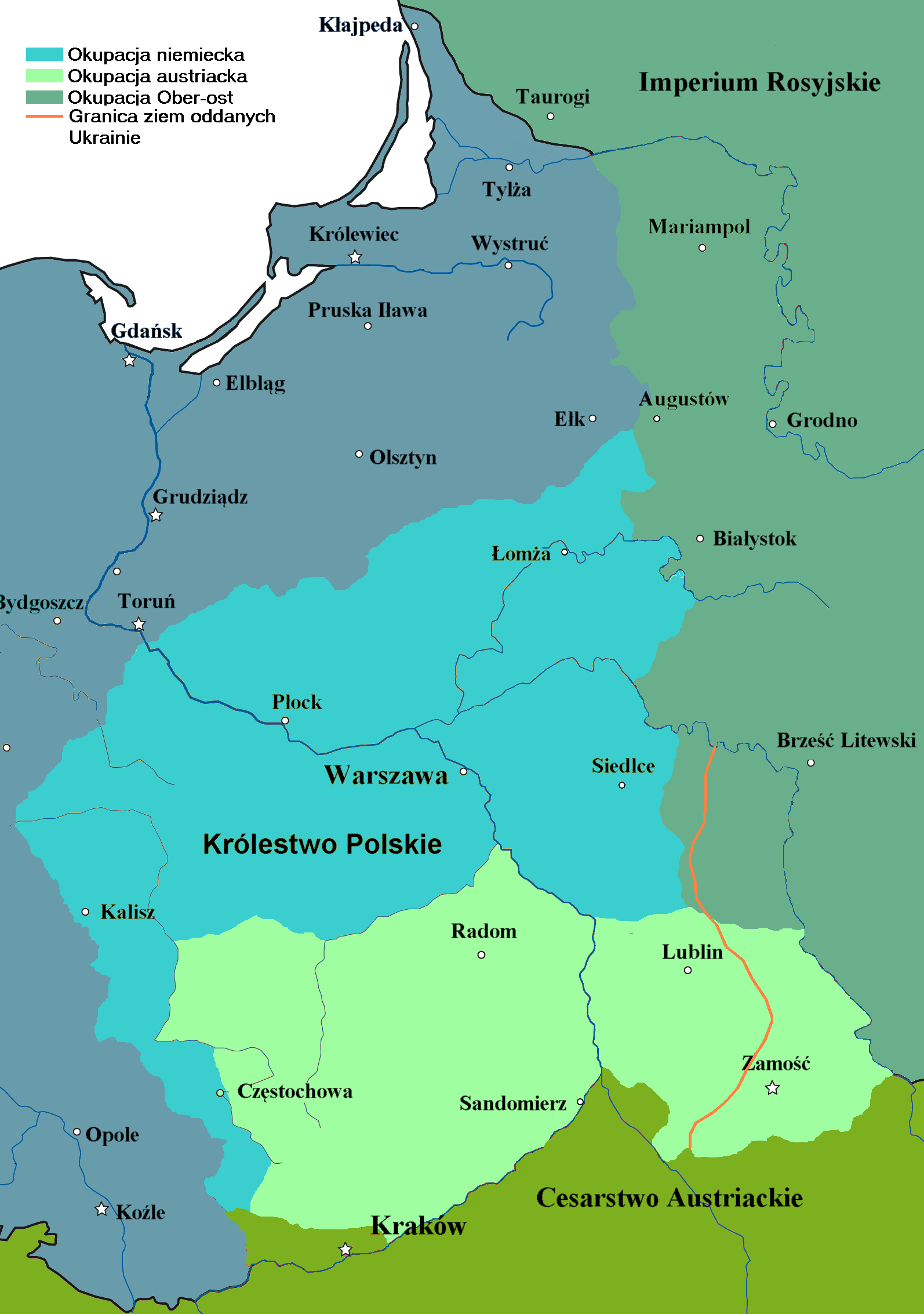
Granice okupacji niemieckiej i austriackiej oraz Ober-Ostu

Rosjanie, wycofujący się pod naporem armii niemieckiej z Królestwa, zostawiali za sobą spaloną ziemię. Ewakuowali ponad 800 tysięcy obywateli polskich, zabierali konie, bydło, zasoby banków, urządzenia fabryk, parowozy i wagony kolejowe. Wyjechało też około 200 tysięcy ludzi w jakiś sposób powiązanych z zaborcą.
Okupacja niemiecko-austriacka zaczęła się od deklaracji o autonomii i samorządzie, bowiem coś trzeba było Polakom obiecać, skoro liczono na poważne korzyści w postaci ochotniczej armii polskiej. Niemcy mówili niezobowiązująco o potrzebie nowych stosunków, Austriacy deklarowali odrodzenie Królestwa Polskiego w ramach Austro-Węgier. Obie strony ustanowiły urzędy gubernatorskie dla terenów okupowanych. W Warszawie zaczął władać gen. Hans von Beseler, w Lublinie gen. Erich Diller (od maja 1916 Karl Kuk).
W chwili wkraczania Niemców w Warszawie ujawniła się POW, a 15 sierpnia przybył do stolicy Piłsudski. Podczas tajnego posiedzenia 21 sierpnia w Otwocku mówił swoim podkomendnym, że Rosja poniesie klęskę w wyniku rewolucji, która obali carat. W związku z powyższym POW musi się rozbudować dla podjęcia walki przeciwko państwom centralnym. W początkach 1916 POW działała w 17 okręgach i 77 obwodach. W jej szeregach było ponad 15 tysięcy ludzi.
Niemcy, którzy wprowadzili ostry reżim okupacyjny (obowiązkowe dostawy dla armii, kontrybucje, branie zakładników), zezwolili jednak na działalność ich zdaniem pozapolityczną, z czego skorzystało polskie szkolnictwo, uruchamiając błyskawicznie szkoły wyższe w Warszawie (Uniwersytet Warszawski, Politechnika Warszawska) oraz organizując Komisję Pedagogiczną przy Stowarzyszeniu Nauczycielstwa Polskiego, która przygotowała plan utworzenia 7-klasowych szkół powszechnych i 4-letnich ogólnokształcących szkół średnich.
Społeczeństwo Kongresówki niechętnie przyjmowało okupantów. Niemcom generalnie nie ufano, a ponadto związana ekonomicznie z Rosją burżuazja po cichu liczyła na powrót Rosjan, zatem z dystansem odnosiła się także do piłsudczyków. Niemcy wywiozły z terenów okupowanych Kongresówki maszyny i narzędzia, konie rasowe i bydło, zatrzymując u siebie 200 000 robotników z Galicji i 700 000 robotników z Królestwa.

## Umiędzynarodowienie sprawy polskiej
17 marca 1916 roku minister spraw zagranicznych Imperium Rosyjskiego Siergiej Sazonow zawarł z premierem Francji Aristide Briandem umowę, uznającą sprawę polską za wewnętrzną sprawę rosyjską.
Rok 1916 przyniósł, obok zmian na frontach i w sytuacji międzynarodowej, także poważne zmiany w sytuacji narodu polskiego. Sytuacja na frontach ostatecznie przekreśliła nadzieje Niemiec na szybkie zwycięstwo. Wielka bitwa pod Verdun (luty–czerwiec 1916) zakończyła się niepowodzeniem wojsk niemieckich, chociaż stosunek strat przemawiał na ich korzyść. Przeprowadzona bezpośrednio po niej ofensywa sprzymierzonych nad Sommą (czerwiec–październik 1916) wprawdzie również nie przyniosła rozstrzygnięcia, ale zarysowała się wyraźna przewaga technologiczna Ententy. Latem tego roku zarysowała się też wyraźna przewaga sprzymierzonych w stanach osobowych armii. Nie udało się również Niemcom wygrać w wielkiej bitwie morskiej u brzegów Jutlandii i przełamać przewagi brytyjskiej na morzu. Na południu Europy do wojny po stronie Ententy przystąpiła Rumunia, co również zmniejszyło szansę państw centralnych na końcowe zwycięstwo.
Brytyjski Pierwszy Lord Admiralicji Arthur Balfour napisał 4 października 1916 roku memoriał pt. Pokojowe rozstrzygnięcia w Europie, uzasadniając w nim, że odbudowa niepodległej Polski odgradzającej Niemcy od Rosji byłaby błędem z punktu widzenia Wielkiej Brytanii.
W zaistniałej sytuacji prędzej czy później musiało dojść do umiędzynarodowienia sprawy polskiej. Przekonywani przez niektórych polskich polityków przedstawiciele władz okupacyjnych uwierzyli, że z ziem polskich można wybrać jeszcze co najmniej milion żołnierzy. Główny kwatermistrz armii niemieckiej gen. Ludendorff pisał wprost: „Stwórzmy Wielkie Księstwo Polskie z Warszawy i Lubelskiego, a zaraz potem polską armię pod dowództwem niemieckim”.

### Akt 5 listopada 1916 roku, Tymczasowa Rada Stanu i Polnische Wehrmacht

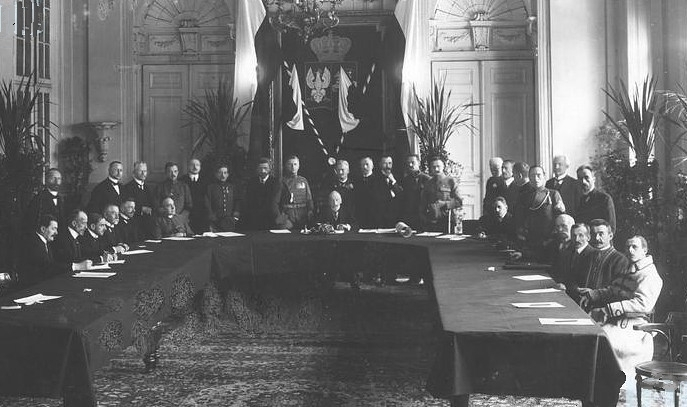
Posiedzenie inauguracyjne Tymczasowej Rady Stanu w dawnym Pałacu Rzeczypospolitej 15 stycznia 1917 roku

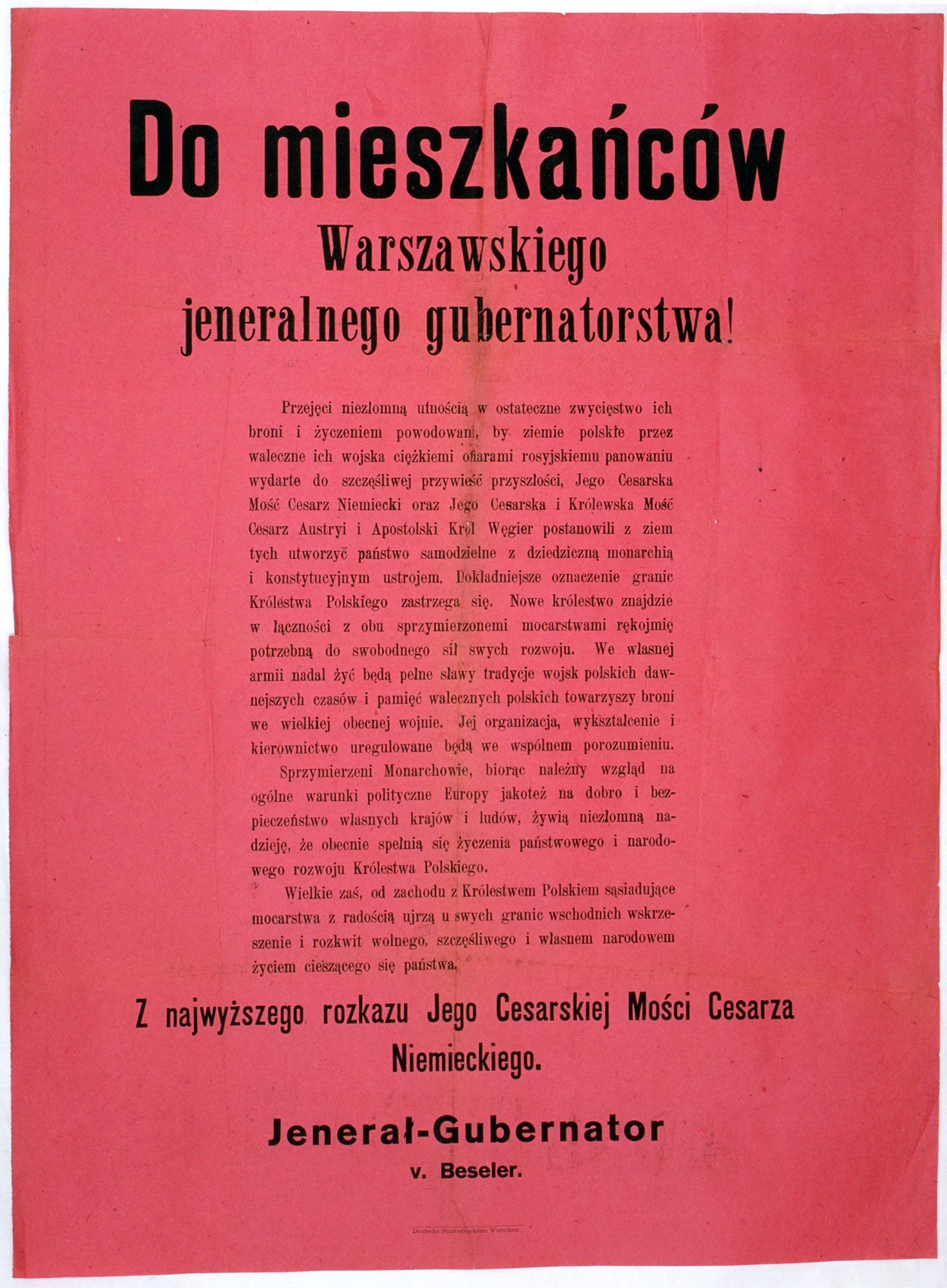
Plakat zawierający treść proklamacji 5 listopada 1916 roku

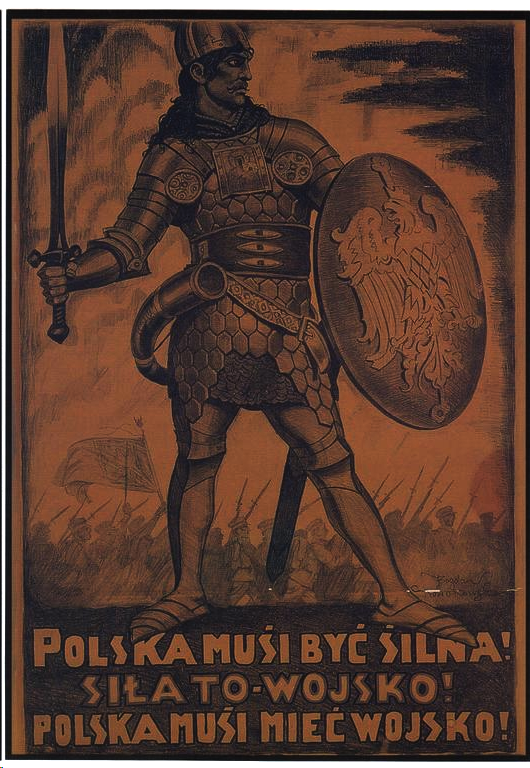
Plakat werbunkowy do Polskiej Siły Zbrojnej autorstwa Bogdana Bartłomieja Nowakowskiego z 1918 roku

W tej sytuacji doszło do ogłoszenia (po konferencji w Pszczynie) tzw. aktu 5 listopada – proklamacji dwóch cesarzy, mówiącej o powstaniu „samodzielnego państwa” z ziem „panowaniu rosyjskiemu wydartych” z dziedziczną monarchią i ustrojem konstytucyjnym. O własnej armii czy polityce zagranicznej mowy w dokumencie nie było, Królestwo miało być „w łączności z obu sprzymierzonymi mocarstwami”, granice pozostawały nieokreślone (Dokładniejsze oznaczenie granic Królestwa Polskiego zastrzega się). Polacy w większości akt cesarzy zignorowali: społeczeństwo nie miało zaufania do niemieckich deklaracji. Dowiódł słuszności takiej podejrzliwości społeczeństwa dał gubernator Beseler ogłaszając (już 9 listopada) zaciąg do armii nazwanej „Polską Siłą Zbrojną (niem. Polnische Wehrmacht)”, która miała być „tymczasowo” włączona do armii niemieckiej.
Mocarstwa okupacyjne poczyniły kolejny krok 6 grudnia 1916 i utworzyły Tymczasową Radę Stanu (TRS) składającą się z „25 reprezentantów wszystkich ziem i wszystkich kół zawodowych” oraz po trzech komisarzy ze strony rządów cesarskich. Polacy stanęli przed dylematem – z jednej strony rysowała się szansa utworzenia namiastki rządu narodowego, z drugiej zachodziło łatwe oskarżenie o kolaborację. Takie wahania miał też Piłsudski, który prowadził w tej sprawie rozmowy z prezydentem Warszawy księciem Zdzisławem Lubomirskim. W nadziei na powstanie namiastki rządu narodowego pewna liczba obywateli postanowiła jednak TRS poprzeć. Na czele Rady stanął Wacław Niemojowski, ziemianin z kaliskiego.
1 grudnia 1916 roku generalny gubernator warszawski von Beseler urządził uroczyste wkroczenie do Warszawy 4. i 3. pułku Legionów oraz 2. pułku ułanów.

### Reakcja państw Ententy i Stanów Zjednoczonych

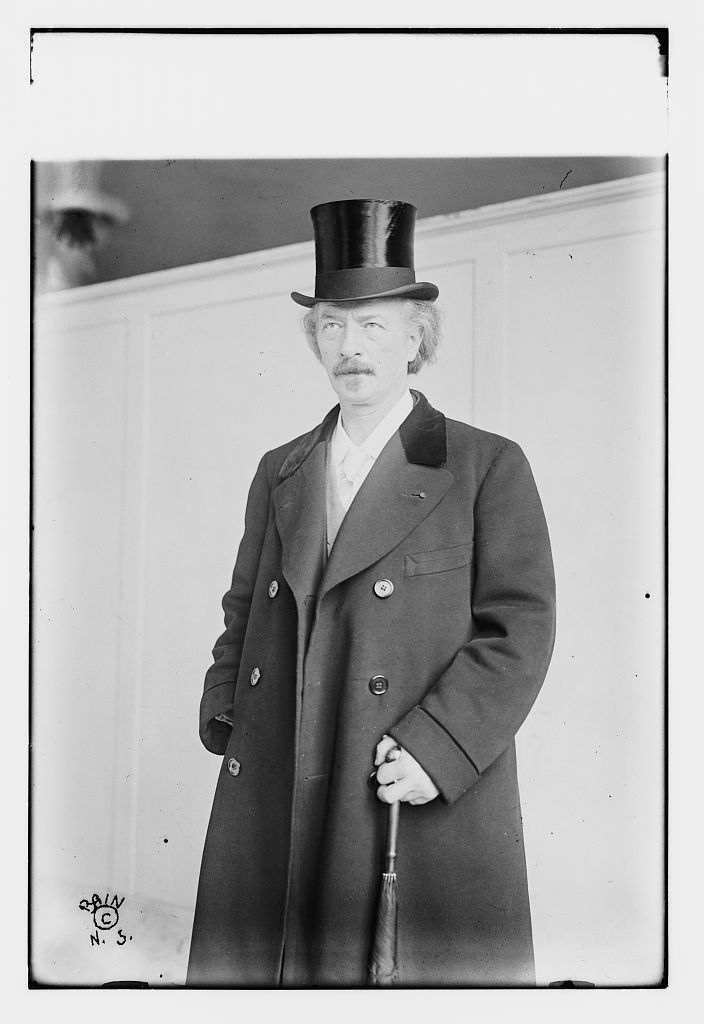
Ignacy Jan Paderewski przeprowadzał serię narad z prezydentem Stanów Zjednoczonych Woodrow Wilsonem, których efektem było orędzie Wilsona ze stycznia 1917 roku, zdjęcie z Nowego Jorku z kwietnia 1916 roku

Umiędzynarodowienie sprawy polskiej stało się faktem. Akt 5 listopada był jak „piorun z jasnego nieba” dla zupełnie nieprzygotowanych państw Ententy. W podjęciu decyzji pomocni byli przebywający na Zachodzie Polacy z Dmowskim na czele. Nie obyło się także bez emigracji i Polonii tak w Europie, jak i w Ameryce. Działacze tej miary, co Henryk Sienkiewicz czy Ignacy Paderewski, posiadali odpowiednie wpływy i umieli oddziaływać na opinię publiczną Zachodu.
Rząd rosyjski 15 listopada 1916 roku zaprotestował przeciw rozporządzaniu Królestwem Polskim przez okupantów oraz ponowił uroczyście przyrzeczenie stworzenia całej Polski złożonej z wszystkich ziem polskich, która po zakończeniu wojny będzie miała prawo z całą swobodą samodzielnie urządzić swoje życie narodowe, kulturalne i gospodarcze pod berłem panujących rosyjskich na zasadzie jedności państwowej. Oświadczenie to poparły Wielka Brytania i Francja, przyjmując je w telegramie do premiera rosyjskiego Borisa Stürmera z dnia 16 listopada 1916 do wiadomości, a w dniu następnym 17 listopada uczyniły to samo Włochy.
26 listopada 1916 roku przedstawiciele organizacji polskich w Stanach Zjednoczonych z Ignacym Janem Paderewskim na czele wydali do premierów koalicji (Herberta Henry’ego Asquitha, Aristide’a Brianda i Paolo Boselliego) odezwę przeciwko tworzeniu armii polskiej przez Niemców, kończącą się słowami: Polska musi być wolna, niepodległa i zjednoczona.
W Dumie rosyjskiej premier Aleksander Trepow 2 grudnia złożył oświadczenie, że ziemie odwiecznie polskie poza granicami Rosji będą odzyskane, a cała Polska w granicach etnograficznych będzie wolna w nierozerwalnym związku z Rosją.
Następnie car Mikołaj 25 grudnia w rozkazie dla wojska uznał, że ważnym celem wojny jest „utworzenie Polski wolnej, złożonej z wszystkich trzech części, dotąd rozdzielonych, w komentarzu jaki – po uzyskaniu audiencji u cara – udzielił prasie prezes Komitetu Narodowego Polskiego w Petersburgu Zygmunt Wielopolski, wynikać miało że zjednoczona Polska otrzyma: odrębny własny ustrój państwowy z własnymi izbami ustawodawczymi i własną armią”.
Wkrótce w podobnym tonie wypowiedzieli się premier francuski Aristide Briand i prezydent USA Thomas Woodrow Wilson, którego słowa zostały w Polsce powitane szczególnie ciepło. Ignacy Jan Paderewski na początku stycznia 1917 roku przeprowadził rozmowy z głównym doradcą Wilsona Edward Mandell Housem i przedstawił mu swój memoriał dotyczący odbudowy państwa polskiego. Tymczasowa Rada Stanu wysłała 27 stycznia 1917 do Wilsona depeszę z wyrazami podziękowania. W dniu 6 kwietnia 1917 roku Stany Zjednoczone wypowiedziały Niemcom wojnę.

### Rewolucja lutowa w Rosji i deklaracja rosyjskiego Rządu Tymczasowego

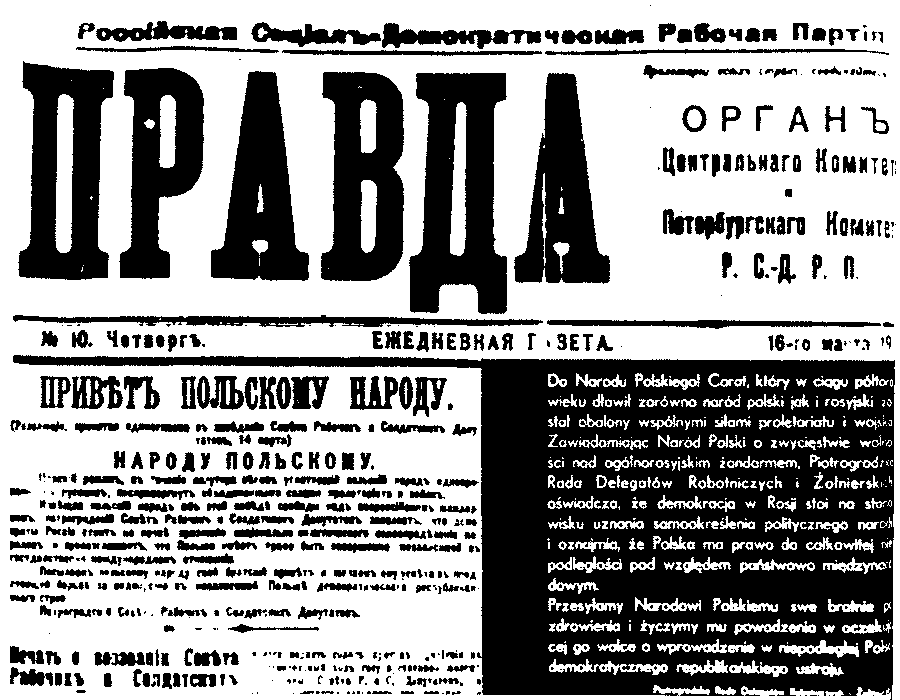
Oświadczenie Piotrogrodzkiej Rady Delegatów Robotniczych i Żołnierskich ogłoszone w „Prawdzie” z 16.3.1917

O losach Polski zadecydować miała jednak nie postawa państw Zachodu, a to, co działo się w Rosji. Ofensywa Brusiłowa przyniosła ogromne straty, zarówno ludzkie, jak i materialne. Gospodarka Rosji leżała w ruinie. W całym imperium narastało niezadowolenie, a w miastach zaczął się głód. W tej sytuacji – w styczniu 1917 – rozpoczęła się fala strajków, która szybko ogarnęła cały kraj. Dochodziło do manifestacji ulicznych organizowanych przez skrajnie lewicowe partie i bratania się wojska z tłumem. 2 marca?/15 marca 1917 car Mikołaj II abdykował a rząd ustąpił. Władzę przejął Rząd Tymczasowy premiera księcia Gieorgija Lwowa. 28 marca 1917 Piotrogrodzka Rada Delegatów Robotniczych i Żołnierskich uznała, że Polska ma prawo do niepodległego bytu z punktu widzenia politycznego i międzynarodowego. 29 marca 1917 roku Rząd Tymczasowy Rosji przyjął rezolucję pióra Pawła Milukowa, która głosiła, że Rząd Tymczasowy uważa utworzenie niepodległego państwa polskiego, złożonego z ziem o większości polskiej za pewną gwarancję pokoju w odnowionej Europie. Połączone z Rosją wolnym wojskowym sojuszem, państwo polskie będzie pewną tarczą przeciwko naciskowi państw centralnych na słowiańszczyznę. Wolny i zjednoczony naród polski sam określi swój ustrój wewnętrzny, wypowiedziawszy swą wolę za pośrednictwem Konstytuanty, zebranej w stolicy kraju, a wybranej na podstawie powszechnego prawa wyborczego. Powołana została Komisja Likwidacyjna do spraw Królestwa Polskiego.
Państwa koalicji zachodniej przyjęły manifest rządu rosyjskiego do wiadomości. Uczyniły to niezwłocznie Wielka Brytania, Francja i Włochy w osobnych notach, a później (14 kwietnia) wszystkie rządy koalicji razem we wspólnej nocie do ministra Milukowa solidaryzując się z myślą wskrzeszenia Polski w jej całości, wyrażając przekonanie, że przywrócenie Polski, powołanej do odgrywania ważnej roli w przyszłej Europie, leży w interesie ogólnym. Obaj przedstawiciele państw centralnych: Theobald von Bethmann Hollweg i Ottokar Czernin, złożyli 30 marca oświadczenie, że mocarstwa centralne są gotowe traktować ze swoimi nieprzyjaciółmi o pokój zaszczytny dla obojga stron.
Ludy imperium liczyły na rychłe zawarcie pokoju, a tymczasem w czerwcu ruszyła – i natychmiast się załamała – kolejna ofensywa na froncie w Galicji. Rząd Tymczasowy musiał stanąć przeciwko masom robotniczym i nabierającym coraz większego znaczenia Radom Delegatów. Dla zapobieżenia rewolucji 8 lipca powstał nowy rząd kierowany przez Aleksandra Kiereńskiego.

## Wojsko polskie na Zachodzie i Komitet Narodowy Polski

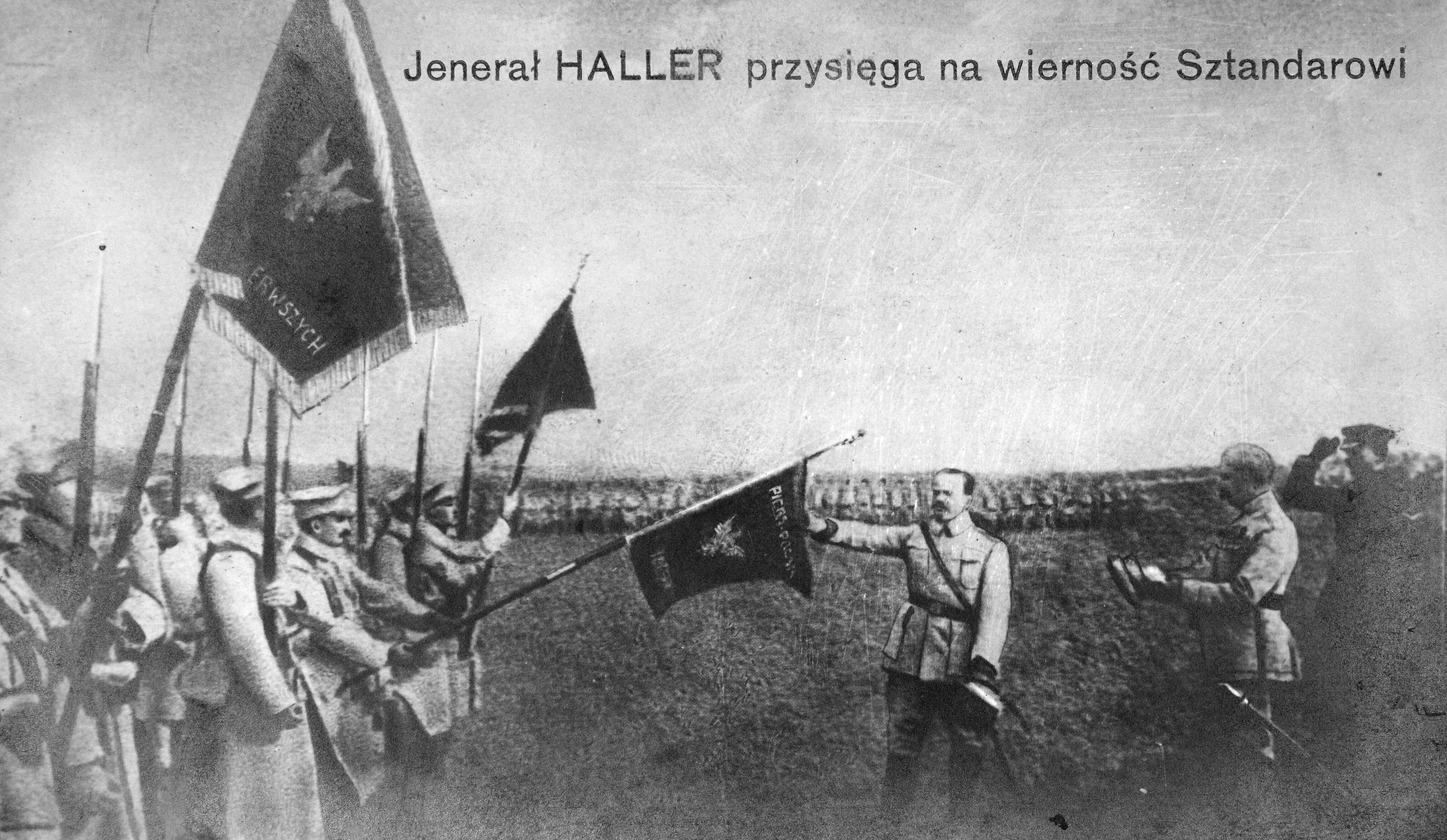
Błękitna Armia. Przysięgę na sztandar składa gen. Haller

W Ameryce Północnej w kwietniu 1917 roku kongres związku Sokolstwa Polskiego w Pittsburgu wezwał wydział związku do utworzenia armii Kościuszki, złożonej ze 100 000 ochotników pod polską komendą dla walki z Niemcami o wolność i niepodległość Polski. Ochotnicy zgłaszali się tłumnie, lecz rząd amerykański przez czas dłuższy nie pozwalał na tworzenie odrębnej armii polskiej.
W czerwcu 1917 roku poseł Jan Zamorski, będąc jeńcem we Włoszech skłonił włoskiego ministra spraw zagranicznych Sidneya Sonnino do wydania w izbie poselskiej oświadczenia, że niepodległość i zjednoczenie Polski, są celem wojny światowej, poświęconej wyzwoleniu ujarzmionych ludów.
4 czerwca 1917 prezydent Francji Raymond Poincaré na wniosek rządu podpisał dekret o utworzeniu autonomicznej armii polskiej na czas wojny, walczącej pod polskimi sztandarami pod naczelną komendą francuską.
Zebrani w Lozannie działacze z Dmowskim na czele zawiązali Komitet Narodowy Polski, który przeniósł się wkrótce do Paryża. Tam Dmowski powiadomił władze Entanty, że KNP reprezentuje interes Polski na Zachodzie i jest władny podejmować decyzje polityczne i wojskowe. 20 września Komitet Narodowy Polski został uznany przez Francję, a następnie przez inne państwa koalicji zachodniej za oficjalną reprezentację Polski. Cieszył się nadto poparciem Związku Narodowego Polskiego w USA, Rady Zjednoczenia Międzypartyjnego w Piotrogrodzie i krajowych pasywistów.
Werbunek do armii polskiej we Francji prowadzony był ze szczególnym zaangażowaniem w Ameryce, skąd przybyło (głównie z USA i Brazylii) ponad 25 tysięcy ochotników.
Józef Haller po klęsce kaniowskiej przedostał się przez całą Rosję do Murmańska, skąd odpłynął do Francji. Dotarł tam w początkach lipca 1918. Haller natychmiast po przybyciu do Francji objął dowodzenie nad Armią dla koloru mundurów nazywaną Błękitną, z którą ruszył na front w Szampanii. 15 lipca 1. Pułk stoczył zwycięską bitwę pod Esperance, a w dniach 23–25 lipca wiódł ciężkie boje o las Bois de la Raquette.

## Kryzys przysięgowy
Pod koniec czerwca 1917 roku arcybiskup Józef Teodorowicz wygłosił w austriackiej Izbie Panów mowę, w której wykazał konieczność historyczną zjednoczenia wszystkich ziem polskich w niepodległej Polsce.
Rewolucja w Rosji wzbudziła w Berlinie i Wiedniu nadzieje na rychłe zakończenie wojny na wschodzie i możność przerzucenia znacznych sił na front zachodni i osiągnięcia przewagi, tym więcej, że odparta została ofensywa francusko-brytyjska gen. Nivelle’a, a walczący przeciwko Austriakom Włosi ponieśli ciężką klęskę w Alpach. Sporych sukcesów oczekiwano też po rozpoczętej właśnie nieograniczonej wojnie podwodnej.
Te przejściowe sukcesy spowodowały utwardzenie stanowiska wobec wojsk polskich. Od legionistów zażądano natychmiastowego złożenia przysięgi wiernopoddańczej. Na to tylko czekał Piłsudski – zerwał z TRS, odmówił złożenia przysięgi i zaapelował o to samo do Legionów. Władze niemieckie i austriackie zareagowały represjami. Odmawiających przysięgi albo wcielano do armii austriackiej i wysyłano na front włoski, albo osadzano w obozach internowania w Beniaminowie i Szczypiornie. Samego Piłsudskiego aresztowano rano 22 lipca 1917 i wywieziono do twierdzy w Magdeburgu.
Społeczeństwo było oburzone. W proteście przeciwko takiemu postępowaniu zaborców TRS dokonała samorozwiązania. By jakoś załagodzić konflikt władze okupacyjne niemieckie przekazały w ręce polskie sądownictwo, a jesienią utworzono namiastkę władz Królestwa, a mianowicie 3-osobową Radę Regencyjną.

## Rada Regencyjna
Rada (w składzie: prezydent Warszawy książę Lubomirski, arcybiskup warszawski Aleksander Kakowski i hrabia Józef Ostrowski) miała – wespół z Radą Stanu – być władzą ustawodawczą, zaś wykonawczą złożyć na ręce rządu. Ów rząd z Janem Kucharzewskim na czele powstał 7 grudnia i z miejsca zajął się organizowaniem polskiego szkolnictwa i sądownictwa, a także administracji, co zaowocować miało w chwili faktycznego odzyskania niepodległości. POW ponownie przeszła do działań konspiracyjnych, a w społeczeństwie ponownie zaczęło wzrastać zaufanie do obozu niepodległościowego.

## Korpusy polskie w Rosji

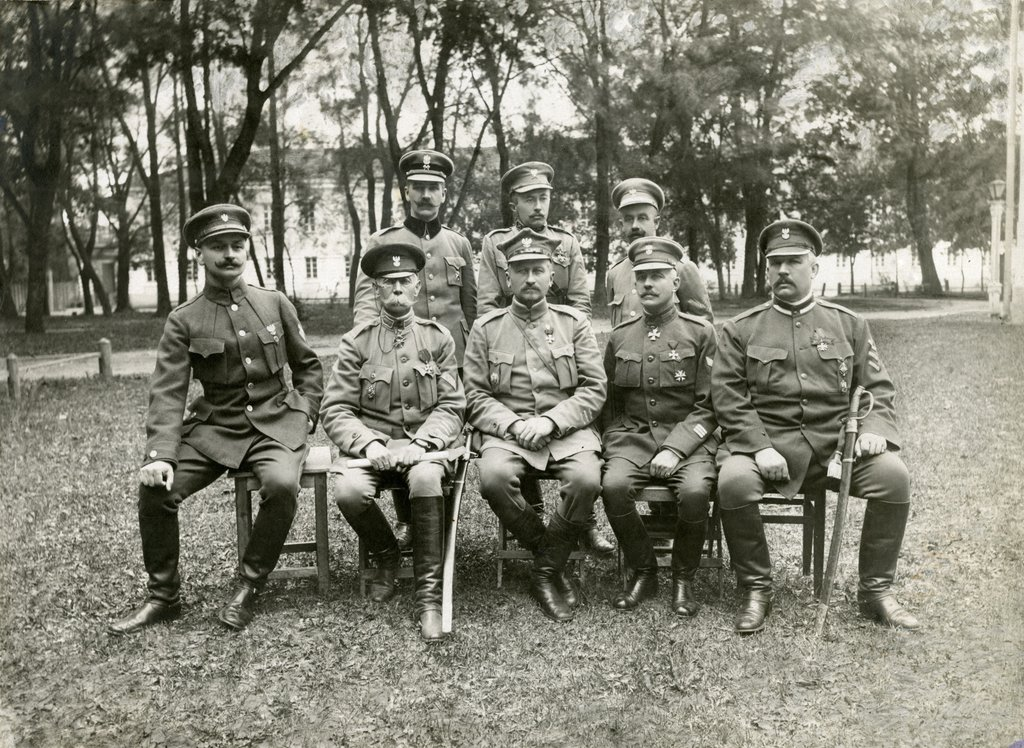
Generał Józef Dowbor-Muśnicki w otoczeniu oficerów I Korpusu Polskiego

Rewolucja zaktywizowała 3-milionową rzeszę Polaków w Rosji. W Piotrogrodzie powstał Związek Wojskowych Polaków, a 21 czerwca 1917 powołano do życia Naczpol pod przewodnictwem Władysława Raczkiewicza. Celem Naczpolu było utworzenie oddziałów polskich z oficerów i żołnierzy służących w armii rosyjskiej.
Jeszcze w kwietniu dowództwo rosyjskie przekształciło Brygadę Strzelecką w Dywizję Strzelców Polskich. Dywizja latem 1917 walczyła w Galicji. Pułk ułanów stoczył zwycięską bitwę pod Krechowcami i bronił Stanisławowa przed rabusiami-maruderami z armii rosyjskiej.
Latem 1917 Naczpol zdecydował o rozformowaniu Dywizji i powstaniu I Korpusu Polskiego pod dowództwem gen. Józefa Dowbora-Muśnickiego. Była to najliczniejsza polska formacja w Rosji – należało do niej ponad 25 tysięcy ludzi. Dowborczycy byli pierwszymi żołnierzami polskimi toczącymi walki z bolszewikami. Wiosną 1918 toczyli zacięte boje z bolszewikami pod Bobrujskiem. W maju 1918 roku nieudaną próbę przejęcia korpusu polskiego w obliczu rozbrojenia przez Niemców podjęli członkowie Polskiej Organizacji Wojskowej: Przemysław Barthel de Weydenthal i Leopold Lis-Kula. Spiskowcy aresztowali m.in. Dowbora-Muśnickiego, próbując go skłonić do cofnięcia decyzji o rozformowaniu korpusu i do podjęcia walki z Niemcami. Całe przedsięwzięcie jednak nie powiodło się. Latem – po wkroczeniu Niemców – formacja została otoczona przez przeważające siły niemieckie i zmuszona do kapitulacji. Żołnierze, po złożeniu broni, zostali odesłani do kraju, gdzie jesienią 1918 r. stanowili ważny element odradzającego się Wojska Polskiego.
Na przełomie lat 1917–1918 zaczął formować się w Rumunii i Besarabii II Korpus, którego cennym nabytkiem była II Brygada legionów Józefa Hallera, która w ciężkim nocnym boju przełamała front pod Rarańczą i przeszła na stronę rosyjską. II Korpus przetrwał do maja 1918 na Ukrainie, ale uległ przeważającym siłom niemieckim w bitwie pod Kaniowem i również został rozwiązany. Najmniej znane są dzieje III Korpusu Polskiego formowanego na Ukrainie, który jeszcze w trakcie owego formowania został rozbrojony i internowany przez Austriaków.
Nie wszyscy żołnierze wracali od razu do kraju, niektórzy udawali się do Murmańska lub na Kubań, gdzie formowały się oddziały polskie do walki – u boku Ententy – z Armią Czerwoną.

## Ostatni rok wojny

### Rewolucja bolszewicka
W kwietniu 1917 wrócił do Rosji Lenin, który stanął natychmiast na czele Komitetu Centralnego Partii Bolszewickiej. Umiejętnie żonglując hasłami rewolucyjnymi, w krótkim czasie zdołał uzyskać przewagę w Piotrogrodzkiej Radzie i skłonić ją do dokonania przewrotu. Tzw. rewolucja bolszewicka rozpoczęła się 7 listopada skoncentrowanym atakiem na siedziby władz Rządu Tymczasowego. Już następnego dnia powstał nowy rząd – Rada Komisarzy Ludowych z Leninem i Socjaldemokratyczną Partią Robotniczą Rosji (bolszewików) na czele. Zwołany natychmiast Wszechrosyjski Zjazd Rad uchwalił, pod ich dyktando, dwa dekrety: dekret o ziemi i dekret o pokoju. Dekret o pokoju mówił m.in., że „Rząd robotniczo-chłopski (…) proponuje wszystkim wojującym narodom i ich rządom niezwłoczne rozpoczęcie rokowań o sprawiedliwy, demokratyczny pokój (…) bez aneksji”.
Konsekwencją tego dekretu było zawieszenie broni (27 listopada) i podpisania rozejmu z państwami centralnymi (15 grudnia), a 22 grudnia rozpoczęły się w Brześciu nad Bugiem rokowania pokojowe zakończone 3 marca 1918 podpisaniem pokoju. Rozmowy szły opornie, bowiem strona bolszewicka kwestionowała niezależność rządów Polski, Litwy i Łotwy. Dla „zmiękczenia” bolszewików Niemcy zaprosili do Brześcia delegację ukraińską, której – za cenę doprowiantowania armii niemieckiej milionem ton zboża – obiecali odstąpienie znacznej części Galicji i Chełmszczyzny. Postanowienia brzeskie wywołały ogromne oburzenie w Polsce i w szeregach wojska. To właśnie dlatego II Brygada Legionów podjęła decyzję o przejściu (pod Rarańczą) na stronę rosyjską. Odbywały się manifestacje protestacyjne i strajki, do dymisji podał się rząd Kucharzewskiego. Nawet Rada Regencyjna groziła rozwiązaniem.
W lipcu 1918 r., po próbie przewrotu eserowców i zamachu na Lenina, rozpoczął się w Rosji okres czerwonego terroru. Jego ofiarą padły też wszystkie organizacje polskie i pisma wydawane w języku polskim. Represjonowano działaczy organizacji polskich, w tym POW i Zjednoczenia Międzypartyjnego.

### Stosunek państw Ententy, orędzie prezydenta Wilsona
27 grudnia 1917 roku francuski minister spraw zagranicznych Stéphen Pichon stwierdził w Izbie Deputowanych, że chce Polski jednej i niepodległej, niepodzielnej z wszelkimi gwarancjami swobodnego rozwoju gospodarczego, militarnego i z wszelkimi konsekwencjami jakie stąd mogą wypłynąć. Znany z późniejszych wystąpień niechętnych dla Polski brytyjski premier David Lloyd George oświadczył 5 stycznia 1918 roku w Izbie Gmin, że odrodzenie Polski jest pilną koniecznością dla stabilności Europy Zachodniej, Polska ma się składać z rdzennie polskich żywiołów, które zechcą (co wykaże plebiscyt) wejść w jej skład.
8 stycznia 1918 prezydent Stanów Zjednoczonych, Wilson, wygłosił swe słynne przemówienie w Kongresie, zawierając w czternastu punktach warunki zakończenia wojny. W punkcie trzynastym znalazło się ważne dla sprawy polskiej stwierdzenie: „Należy utworzyć niezależne państwo polskie, które będzie zajmować terytoria zamieszkane przez niezaprzeczalnie polską ludność i któremu należy zapewnić bezpieczny i swobodny dostęp do morza...”, co w Polsce przyjęte zostało z entuzjazmem.
Amerykański Korpus Ekspedycyjny w Europie nie był zbyt liczny, ale zdanie Stanów Zjednoczonych liczyło się w świecie, skąd przekonanie Polaków, że odzyskanie niepodległości jest tylko kwestią czasu.

### Pokój brzeski 1918 roku
W chwili ogłoszenia orędzia prezydenta Wilsona, członkowie Rady Regencyjnej z Janem Kucharzewskim pojechali do Berlina i Wiednia, aby wyrazić cesarzowi Niemiec Wilhelmowi II i cesarzowi Austrii Karolowi I swą wdzięczność za akty, które zwróciły Polsce życie polityczne i omówić z nimi sprawy nowego państwa polskiego i udziału Polski w rokowaniach pokojowych w Brześciu.
Podpisany z Ukrainą pokój brzeski 1918 roku przewidywał m.in. oddanie jej Chełmszczyzny, a w umowie tajnej Austria zapewniła Ukraińców, że utworzy z części Galicji, mającej większość ruską i z Bukowiny osobną prowincję ruską w ramach monarchii. Oderwanie Chełmszczyzny spotkało się z falą protestów i strajków ludności polskiej Lwowa i całej Polski. Na wieść o układzie do dymisji podał się gubernator Stanisław Szeptycki. 11 lutego podał się do dymisji gabinet Jana Kucharzewskiego. Polskie koła parlamentarne w Berlinie i Wiedniu wyraziły swój protest.

Odjęto przez to właściwe znaczenie aktom monarszym, obietnicom przyjaźni. Byt niepodległy Polski i jej istnienie państwowe, jej żywotność polityczna i gospodarcza stały się pustymi słowami, gdyż nie tylko interesy i prawa Polski są pominięte, lecz nawet nie szanuje się jej narodowego terytorium. Orędzie Rady Regencyjnej z 13 lutego 1918 roku na zawarcie traktatu brzeskiego

W parlamencie niemieckim przeciwko zawarciu tego traktatu protestowali prezes Koła Polskiego Władysław Seyda i poseł Wojciech Trąmpczyński. Komitet Narodowy Polski w Paryżu ogłosił deklarację protestacyjną 12 lutego. Wielka Brytania zawiadomiła reprezentanta Komitetu Narodowego Polskiego 18 lutego 1918 roku, że pokoju brzeskiego nie uznaje.

### Deklaracja wersalska
5 czerwca 1918 roku Francja, Wielka Brytania i Włochy powzięły wspólną uchwałę na konferencji premierów w Wersalu i ogłosiły zbiorową rezolucję, że utworzenie państwa polskiego, zjednoczonego i niepodległego, z wolnym dostępem do morza, jest jednym z koniecznych warunków istotnego i sprawiedliwego pokoju oraz panowania prawa w Europie. Rząd Rady Regencyjnej Jana Kantego Steczkowskiego odpowiedział, że rezolucja ta nie wytrąci go z równowagi w pracy nad spełnieniem misji dziejowej Polski na Wschodzie wespół z państwami centralnymi. Wyrażał nadzieję na urzeczywistnienia podstawowych potrzeb narodu we współpracy z sąsiednimi mocarstwami centralnymi.

### Deklaracja niepodległości Polski Rady Regencyjnej 7 października 1918 roku
Nowy kanclerz niemiecki Maximilian von Baden 4 października 1918 roku wysłał do prezydenta Stanów Zjednoczonych Wilsona notę z prośbą o wzięcie w rękę sprawy pokoju na podstawach wyrażonych w orędziu do Kongresu z 8 stycznia 1918 i w późniejszych oświadczeniach, podobną notę wysłał także rząd wiedeński. W porozumieniu z okupantami Rada Regencyjna 7 października 1918 roku wydała Orędzie do Narodu Polskiego, ogłaszając niepodległość Polski, stając na gruncie ogólnych zasad pokojowych głoszonych przez prezydenta Stanów Zjednoczonych, a obecnie przyjętych przez świat cały za podstawę do nowego urządzenia współżycia narodów.
Dekretem ogłoszonym w dniu 15 października 1918 roku Rada Regencyjna nadała sobie władzę ustawodawczą do czasu powstania Sejmu konstytucyjnego na zasadach wskazanych w orędziu z 7 października 1918.

### Deklaracja cesarza Karola I Habsburga 16 października 1918 roku
W wydanym 16 października 1918 roku manifeście cesarz Karol I Habsburg ogłosił, że Austria zostanie przekształcona w federację czterech państw: niemiecko-austriackiego, czeskiego, południowo-słowiańskiego i ukraińskiego, a obok tego Węgier, a Galicja Zachodnia przestanie być częścią Austrii i przejdzie do niepodległej Polski (tej ostatniej sprawy Manifest nie przesądzał).

### Stanowisko Najwyższej Rady Wojennej Ententy 2 listopada 1918 roku
Na posiedzeniu Najwyższej Rady Wojennej Ententy 2 listopada 1918 roku francuski minister spraw zagranicznych Pichon opowiedział się za odbudowaniem Polski w granicach z 1772 roku, z pełnym dostępem do morza. Stanowisko to zbulwersowało przedstawiciela Wielkiej Brytanii, którego poparł reprezentant USA. Ostatecznie przyjęto granicę pomiędzy Rzeszą a Imperium Rosyjskim z 1914 roku, na którą miały wycofać się wojska niemieckie.

## Zakończenie wojny

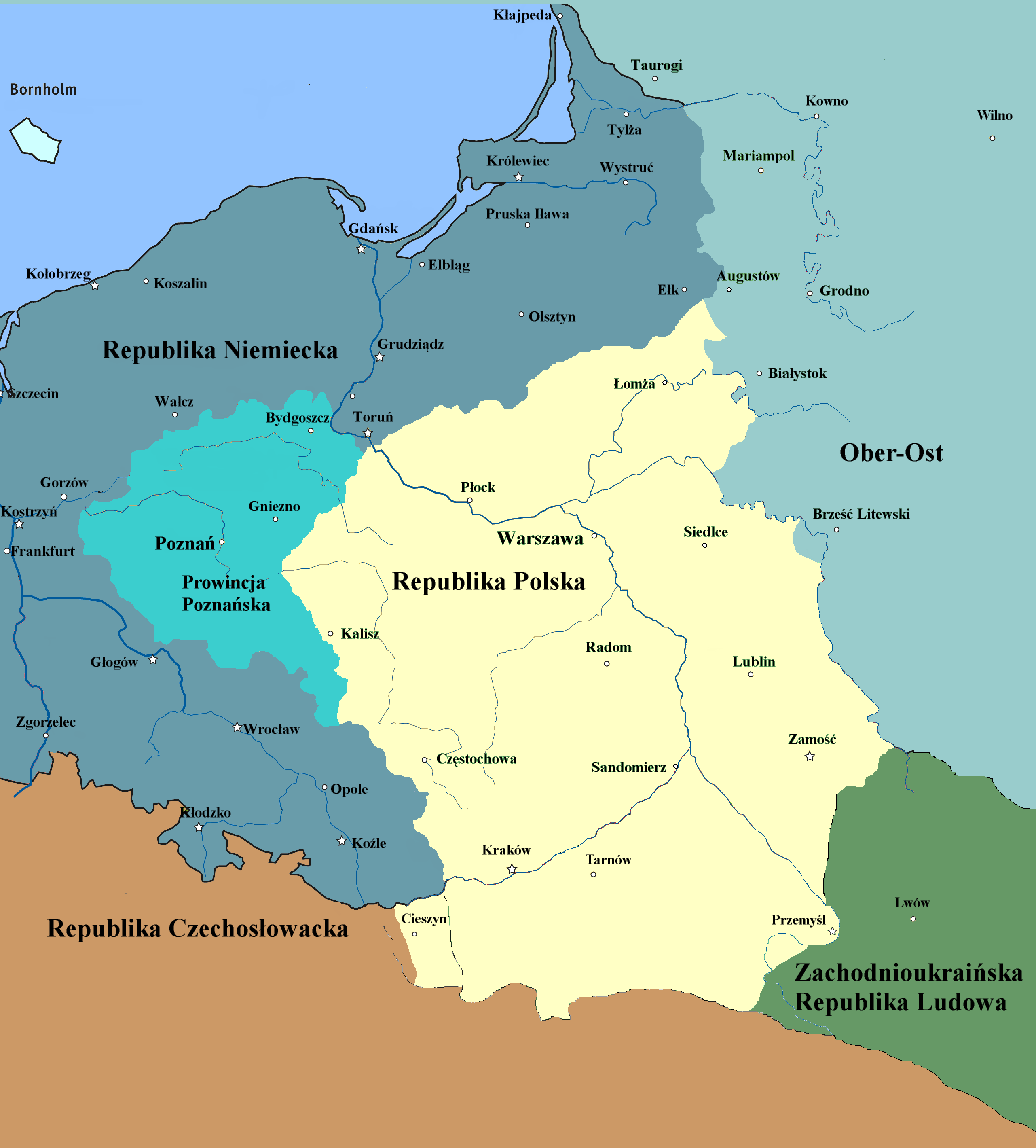
Republika Polska w połowie listopada 1918 roku

W roku 1918 sytuacja na frontach wojny światowej zmieniła się radykalnie na niekorzyść państw centralnych. Wprawdzie na wschodzie, po jednostronnym wycofaniu się z wojny bolszewików, armie niemiecka i austriacka zajęły ogromne obszary sięgając po Psków i Odessę, to na zachodzie i południu ponosiły klęskę za klęską. 3 czerwca ogłoszono deklarację wersalską, 9 sierpnia nastąpiło przełamujące uderzenie sprzymierzonych na linii Sommy, a jednocześnie, w Niemczech rozpoczęła się fala strajków, które były zapowiedzią rewolucji przygotowywanej przez Różę Luksemburg i Karola Liebknechta.

### Rewolucja listopadowa w Niemczech
3 listopada wybuchło powstanie marynarzy w Kilonii, a w kilka dni później rozpoczęły się komunistyczne zamieszki w Hamburgu, Rostocku, Bremie i Berlinie. W tym samym czasie zaczął się rozpad monarchii habsburskiej – w ciągu kilku dni niepodległość ogłosiły Czechy, Węgry i Państwo Słoweńców, Chorwatów i Serbów, w Wiedniu – obalając monarchię – objął władzę republikański rząd Karla Rennera, zaś w Niemczech abdykował cesarz Wilhelm II.
11 listopada 1918 roku w wagonie kolejowym w lasku w Compiègne podpisany został rozejm będący de facto aktem kapitulacji Niemiec i tym samym I wojna światowa została zakończona.

### Schyłek rządów Rady Regencyjnej
W październiku 1918 r., kiedy było już oczywiste, że państwa centralne upadną, w Polsce rozpoczęła się walka o władzę. Wydawało się, że największe szanse na jej przejęcie ma – cieszący się poparciem Francji – KNP w Paryżu, który usilnie zabiegał o uznanie za rząd „de facto”. Działacze KNP we Francji (hr. Zamoyski), USA (Paderewski, Smulski i Dmowski), w Anglii (Sobański) i we Włoszech (Skirmunt) przekonywali sojuszników o konieczności wysłania (przez Morze Czarne i Rumunię) do Polski armii Hallera. Odpowiedni wniosek w tej sprawie trafił do francuskiego premiera i ministra wojny Georges’a Clemenceau. Ententa była jednak ostrożna. Na Zachodzie wiedziano o istnieniu Rady Regencyjnej i piłsudczyków, a Anglia była pomysłom KNP zdecydowanie przeciwna. W tej sytuacji o wszystkim zadecydować miały wydarzenia w kraju.
Rada Regencyjna w ostatnich miesiącach swego istnienia pokazała, że jest rzeczywiście polskim rządem tymczasowym. W październiku wprowadziła nową formułę przysięgi wojskowej (Pierwsze jej słowa brzmiały: „Przysięgam Bogu, Ojczyźnie, Państwu Polskiemu i Radzie Regencyjnej...”, co strona niemiecka przyjęła bez oporu), w połowie miesiąca ogłosiła zaciąg do armii polskiej, a 2 listopada przyjęła pierwsze przysięgi oddziałów Polskiej Siły Zbrojnej. Dorobek Rady Regencyjnej był olbrzymi i trudny do przecenienia. Rozwinięto i umocniono, przejęte od Niemców w czasach istnienia TRS, polskie szkolnictwo, służbę zdrowia i sprawiedliwości oraz administrację państwową. Wydano szereg ustaw i norm prawnych, które wykorzystane były potem w II RP. Ustanowiono sieć placówek dyplomatycznych w krajach związanych z blokiem państw centralnych oraz w krajach neutralnych.
Regenci mieli także duże osiągnięcia w dziedzinie wojskowej. Rozwinęli patronat nad Polską Siłą Zbrojną (od 12 października Wojskiem Polskim), z pomocą gen. Tadeusza Rozwadowskiego oraz działaczy Komisji Wojskowej utworzyli zręby naczelnych władz wojskowych: Sztab Generalny, Ministerstwo Spraw Wojskowych i szkoły wojskowe. W okresie istnienia RR opracowano także wiele regulaminów wojskowych oraz szereg aktów prawnych normujących funkcjonowanie wojska, na czele z Tymczasową Ustawą o Powszechnym Obowiązku Służby Wojskowej. Prace te wykonano bez wiedzy Piłsudskiego, a czasem wbrew jego woli. To wszystko przygotowywało grunt pod powstanie niepodległego państwa.

### Nieudany zamach stanu, Tymczasowy Rząd Ludowy Republiki Polskiej
W nocy z 6 na 7 listopada 1918 powstał samozwańczy Tymczasowy Rząd Ludowy Republiki Polskiej w Lublinie z Ignacym Daszyńskim na czele. Był to rząd lewicowy, socjalistyczny, a w jego skład weszli też ludzie związani z Piłsudskim (np. Wacław Sieroszewski, Edward Rydz-Śmigły). Przybyły do Warszawy (gdzie właśnie ujawniła się POW, która wspólnie z dowborczykami i młodzieżą akademicką przystąpiła do rozbrajania Niemców) Piłsudski chciał początkowo jechać do Lublina i włączyć się w prace tamtejszego rządu, ale przekonany przez księcia Lubomirskiego, że rząd należy tworzyć w Warszawie, wysłał telegram do Daszyńskiego i Rydza-Śmigłego z wezwaniem do stawienia się w stolicy.
11 listopada Rada Regencyjna przekazała Piłsudskiemu naczelne dowództwo nad siłami zbrojnymi, a 14 listopada przejął on władzę cywilną. Rada Regencyjna uległa rozwiązaniu, a Królestwo Polskie przeistoczyło się formalnie w Republikę Polską, zaczątek II Rzeczypospolitej. 16 listopada Piłsudski wystosował depeszę do państw Ententy, w której informował o powstaniu niepodległego państwa polskiego obejmującego wszystkie wyzwolone ziemie Polski.

### Powrót Józefa Piłsudskiego do Warszawy
Piłsudski, powszechnie uważany za przywódcę obozu niepodległościowego, cieszył się poparciem legionistów i POW. Pobyt w więzieniu magdeburskim tylko umocnił jego pozycję. Rada Regencyjna i liczne organizacje polskie apelowały do władz niemieckich o jak najszybsze uwolnienie go z twierdzy. 31 października przybył do Magdeburga hr. Harry Kessler (wysłannik władz Rzeszy) mający wybadać poglądy Piłsudskiego. Niemcy wahali się jeszcze, ale 7 listopada zaczęły się zamieszki w Berlinie poparte przez zdemoralizowaną armię. Przed rządem Niemiec stanęło widmo puczu, któremu – jak się obawiano – przyjdą z pomocą rosyjscy bolszewicy. Utworzenie na ich drodze państwa polskiego mogło powstrzymać parcie ku zachodowi. W tej sytuacji 8 listopada 1918 roku Piłsudski wraz z Sosnkowskim zostali uwolnieni i 10 listopada, pociągiem specjalnym z Berlina, dotarli do Warszawy. Na dworcu oczekiwał ich regent Lubomirski.

### Rząd Jędrzeja Moraczewskiego

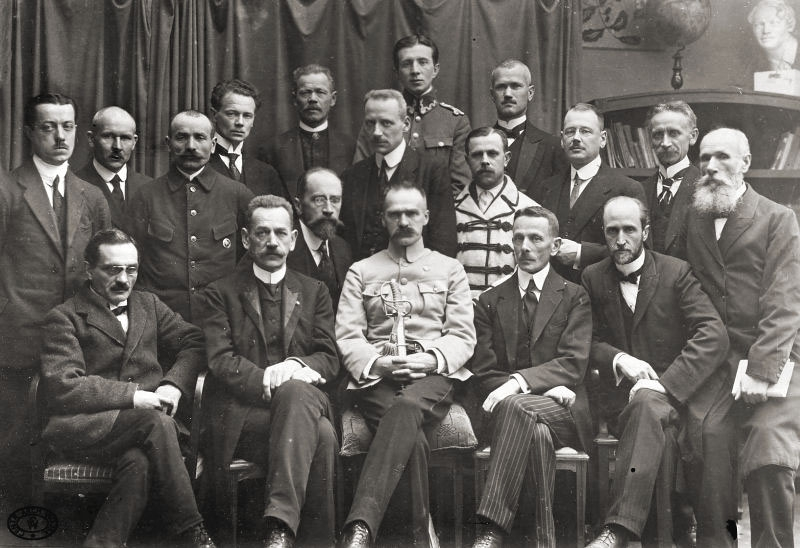
Rząd Jędrzeja Moraczewskiego w 1918 roku

18 listopada powołany został rząd Jędrzeja Moraczewskiego w składzie: Wasilewski, Prauss, Arciszewski, Ziemięcki, Malinowski (PPS i PPSD), Thugutt, Nocznicki (PSL-Wyzwolenie), Witos, Kędzior (PSL-Piast), Wajda (Zjednoczenie Ludowe), Piłsudski, Downarowicz, Iwanicki i Supiński (jako bezpartyjni). 20 listopada 1918 roku rząd Moraczewskiego ogłosił swój program, zakładający przebudowę ustroju gospodarczego i społecznego wedle doktryny socjalistycznej, zapowiadając wywłaszczenie wielkiej własności ziemskiej i oddanie jej w ręce ludu pracującego pod kontrolą państwową, upaństwowienie kopalń i całego przemysłu. Jedynym posłem zagranicznym akredytowanym przez rząd Moraczewskiego był poseł niemiecki Harry Kessler. W opinii Stanisława Głąbińskiego, polityka Narodowej Demokracji, rząd Moraczewskiego stanowczo sprzeciwiał się rekrutacji i tworzeniu armii polskiej, pragnął poprzestać na milicji ludowej, która była według Głąbińskiego bojówką socjalistyczną, organizowaną z żywiołów niekarnych.
22 listopada wydano dekret o najwyższej władzy reprezentacyjnej Republiki Polskiej, a 28 listopada o ordynacji wyborczej do Sejmu Ustawodawczego.

## Granice i społeczeństwo Polski
Granice niepodległej Polski w roku 1918 zaczynały się dopiero kształtować. Nie był jeszcze znany ich przebieg, ani zasięg. W chwili zakończenia I wojny światowej rozpoczynał się dopiero proces scalania ziem mających (od roku 1921) tworzyć II Rzeczpospolitą. Marzeniem większości Polaków był powrót do granic sprzed roku 1772, ale tylko nieliczna mniejszość w to wierzyła. Zaczynały się dopiero walki o Wielkopolskę, a w przyszłości o Śląsk, 1 listopada wybuchły walki o Lwów, niejasna była kwestia odzyskania dostępu do morza i statusu Gdańska.
Ludność nowego państwa, podzielona przez zaborców przez 123 lata, była niejednolita i podejrzliwie nastawiona do nowych sąsiadów. Obok podziałów rozbiorowych istniały też poważne podziały etniczne, ze względu na mnogość mniejszości etnicznych i ich różnorodne zapatrywania na istnienie państwa w tym kształcie. Co więcej brakowało sposobów i środków dla rozwiązania najistotniejszych problemów.

## Podsumowanie
Lata 1914–1918 były w dziejach Polski okresem, w którym zrodziła się i okrzepła myśl o wyzwoleniu narodu spod ponad wiekowej niewoli. Był to okres, w którym próbie poddane zostały koncepcje obozów politycznych końca XIX i początku XX wieku i wykształcił się model, jaki legł u podstaw II Rzeczypospolitej. Zwycięstwo w tych zmaganiach początkowo odniósł obóz piłsudczykowski, a przegranymi okazali się pasywiści.
Okres ten to także okres zrywu niepodległościowego. Polacy otrzymali możność współdecydowania o własnym losie we własnej ojczyźnie. Ale powszechna bieda, często głód, brak pracy, spekulacja i wielka troska o to, co będzie, sprawiały, że radość z wolności mieszała się z niepewnością jaka będzie ta nowa Polska.
Kraj poniósł ogromne straty, a odbudowa zniszczeń miała potrwać jeszcze długo.
W listopadzie 1918 r. po raz pierwszy w dziejach Polski – pod wpływem ugrupowań socjalistycznych – zwyciężyła koncepcja republikańskiego ustroju państwa, utrzymująca się do dziś jako koncepcja większości.